# Gunnebo slott
För andra betydelser, se Gunnebo (olika betydelser).

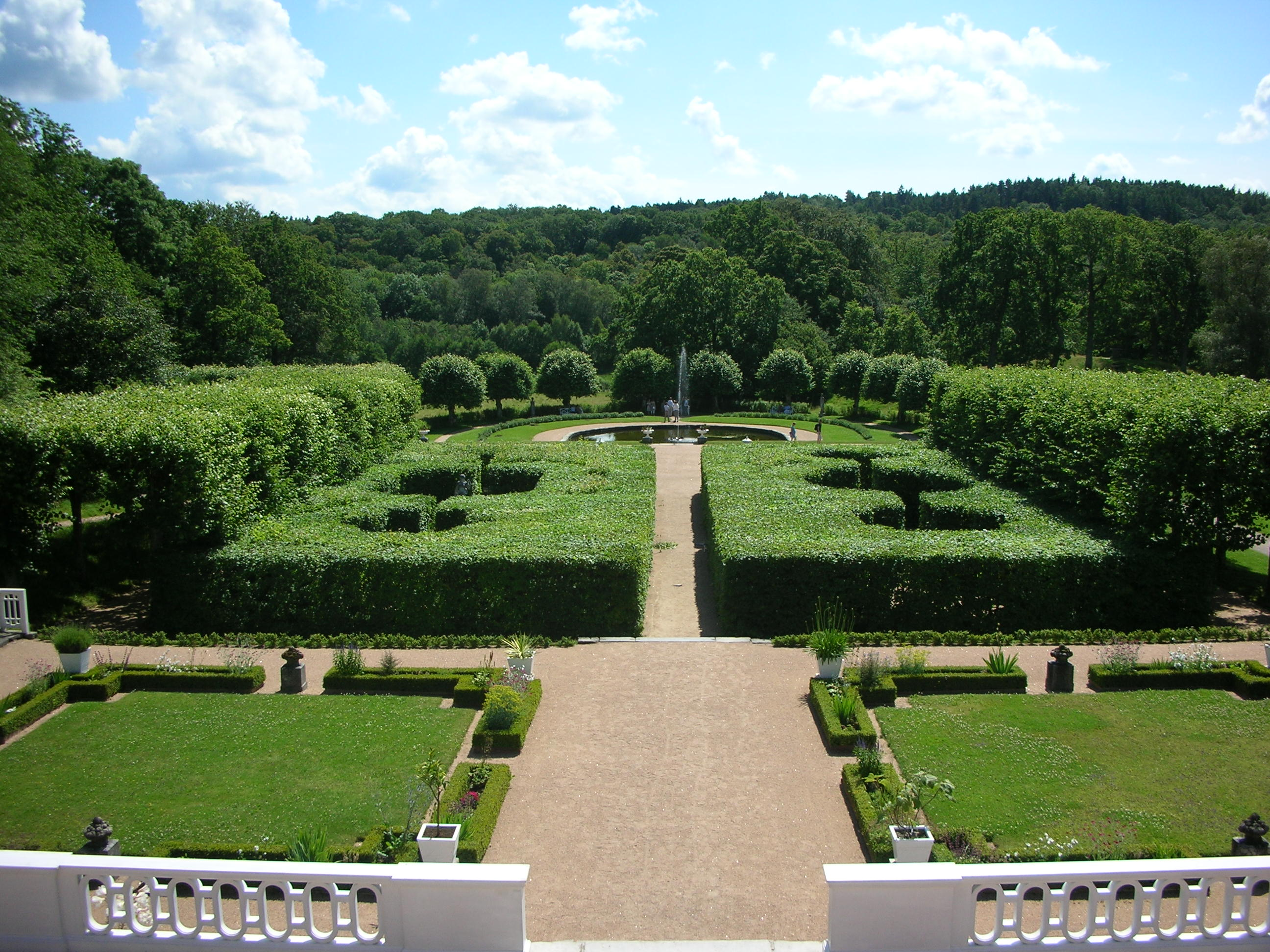
Den franska trädgården.

Gunnebo slott är beläget i nordöstra delen av Mölndals kommun i Fässbergs socken, mellan Mölndal och Pixbo. Det uppfördes som sommarnöje för den rike köpmannen från Göteborg, John Hall d.ä. och dennes familj. Byggandet inleddes 1778 efter ritningar av arkitekten Carl Wilhelm Carlberg.
Det ligger nära Rådasjön och Stensjön. Gunnebos historia kan följas tillbaka till 1397, då namnet för första gången uppträder på en storgård med tillhörande kvarn. Sedan dess har gården varit i kunglig, kyrklig och frälse ägo.
Den 18 december 1963 förklarades Gunnebo slott som byggnadsminne (enligt 1960 års byggnadsminneslag). Huvudbyggnaden, trädgårdsanläggningarna, parken och ett större friluftsområde, registrerades som byggnadsminnesmärke och skyddades som naturreservat redan 1949 enligt lagen av den 12 juli 1942.
Gunnebo slott och trädgårdar ägs av Mölndals kommun sedan 1949 och förvaltas av Gunnebo Slott och Trädgårdar AB.

## Namnet
Namnet kan spåras i de skriftliga källorna till Gunnobodher 1397, vidare Gunnerbo 1533, Gunnebodh 1609 och Gunnebo 1881. Förleden Gunne- anses komma av det fornsvenska kvinnonamnet Gunna eller det likväl fornsvenska mansnamnet Gunne. Befolkningen kallades här i äldre tider (1659) för Gunneboer.

### Slott eller inte?
Gunnebo uppfördes som sommarvilla av en icke-adlig familj och bör i den meningen inte kallas för slott. Ordet slott gällde ursprungligen alla kungliga byggnader, men i slutet av 1800-talet började stora herrgårdar att kallas för slott.[källa behövs] Gunnebo kallades redan under tillkomstperioden för "det lilla fagra träslottet" och man skrev, att "träbyggnaden är som ett litet slott".
År 1929 började ägaren Hilda Sparre att benämna Gunnebo ett slott och sedan dess har det av tradition kallats så. Dagens verksamhet vid Gunnebo drivs av Gunnebo Slott och Trädgårdar.

## Byggnader

### Huvudbyggnaden
Huset är uppfört i 1782–1796 i nyantikstil, med inspiration från franska maisons de plaisance, engelsk palladianism och Andrea Palladios renässansvillor i Italien. Stommen är timrad av värmländsk fura och fasaderna är klädda med handhyvlad, liggande slätspontpanel. På kontinenten utfördes liknande praktbyggen oftast i sten vid denna tid, varför slottet målades gult för att efterlikna fransk sandsten. Efter en restaurering av slottets fasad 2015–2018 med rekonstruktion av förlorade fasaddekorationer återfick byggnaden sin ursprungliga färgsättning 2018.
Francisco de Miranda som besökte Gunnebo den 30 november 1787 tillsammans med herr och fru Hall skriver om intrycket:
| ” | I god engelsk stil med vackra italienska ornament, och källa med ett utomordentligt gott vatten inne i själva köksavdelningen, en sak man inte nog kan uppskatta. Därefter gingo vi i orangeriet, eller sierran, där det finns många olika exotiska plantor och grönsaker för hela vintern, mycket intressant och till stor fördel, stallarna, etc. | „ |

#### Exteriör
Byggnadens exteriör är uppbyggd kring dess funktion och de olika våningarnas funktion. Gunnebo visar från norr två våningar, den representativa bottenvåningen, samt den övre våningen med gäst- och bostadsrum. Mot söder visar Gunnebo tre våningar, och man kan här förutom de två våningarna som nämnts ovan även se källarvåningen som är en suterrängvåning. I källarvåningen ligger kök och utrymmen för domestiken.

##### Norra fasaden

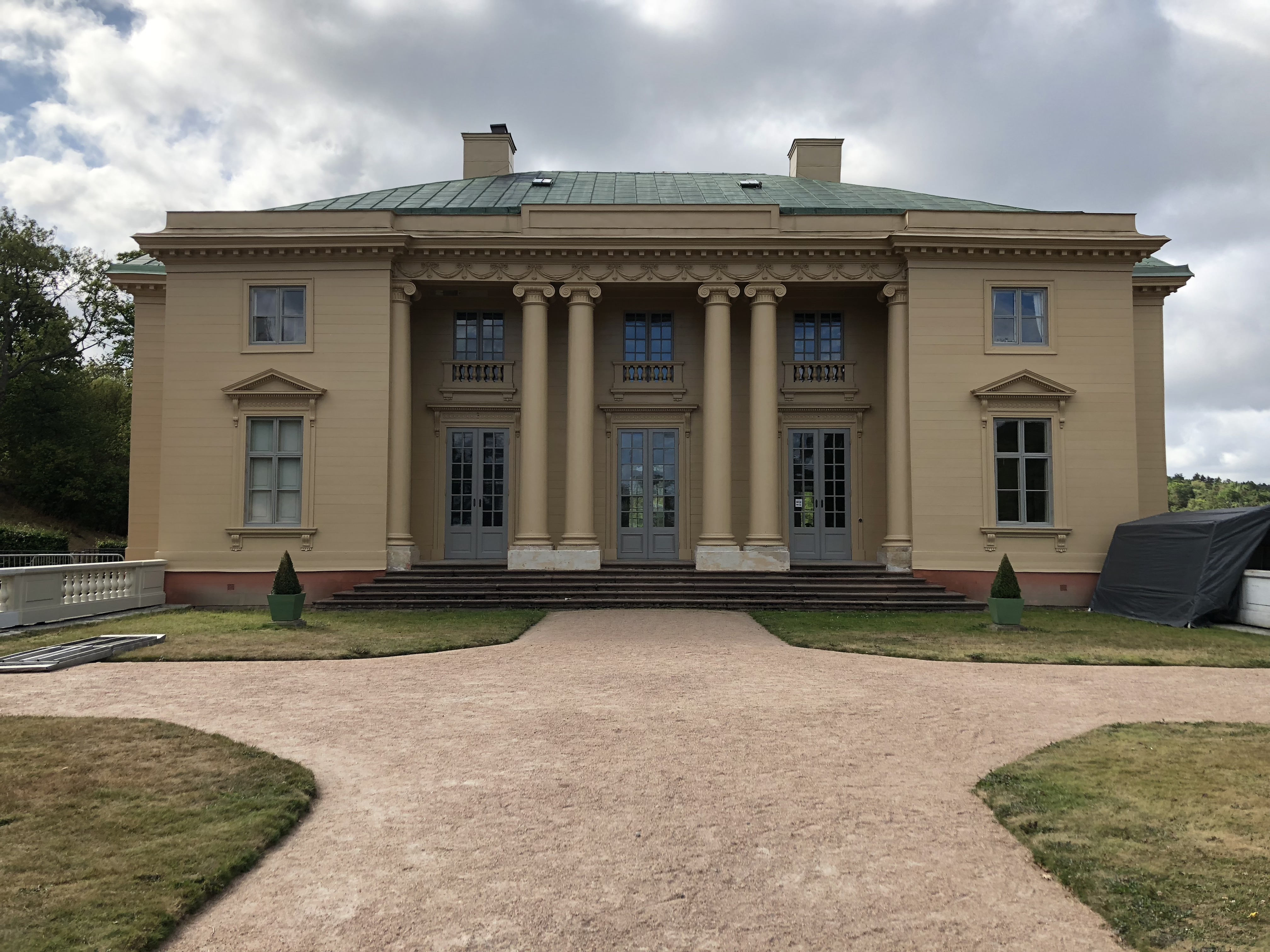
Huvudbyggnadens norra fasad har en indragen portik med kopplade joniska kolonner.

Gunnebo är tänkt att först upplevas från norr, där man först möter fasaden från karusellplatsen och därefter följer den franska trädgårdens terrasserade stigning. Den norra fasaden är den mest representativa och är Gunnebos huvudentré, här togs gäster emot. Fasaden är uppbyggd av två hörnpaviljonger mellan en indragen portik med två par kopplade kolonner med joniska kapitäl i kolossalordning, på ömse sidor syns engagerade halvkolonner. Kolonnerna bär en fris med festonger, som kröns av en kornisch. Ovanför kornischen syns en låg attika som troligen inspirerats av den franske arkitekten Claude Nicolas Ledoux. Fönstren på bottenvåningen mot norr har fönsteromfattningar i form av ädikulor. Den norra fasaden är inspirerad av en rad samtida franska byggnadsverk, vilka ytterst går tillbaka på Ange-Jacques Gabriels Petit Trianon.

##### Västra fasaden

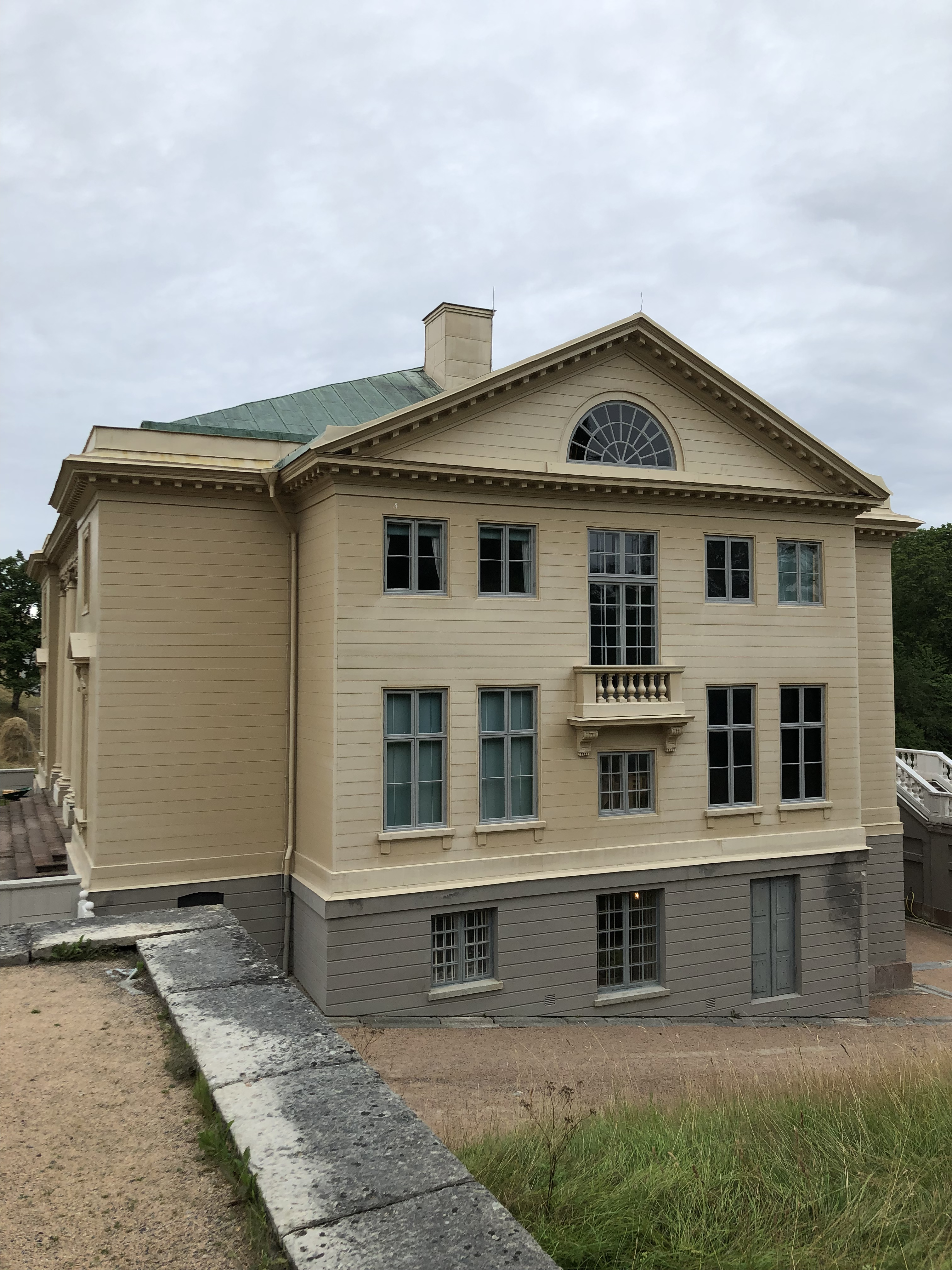
Västra fasaden med sin balkong.

Den västra fasaden har en utskjutande mittrisalit. Fasadens fönster saknar foder och den domineras av det stora fönster som belyser den invändiga huvudtrappan. Mittrisaliten kröns av en fronton, som innehåller ett lunettfönster, och trapphusets fönster vilar på en konsolburen balkong med sju balusterdockor. Fönstren markeras endast som hål i muren, men representationsvåningens fönster är markerade med konsolburna solbänkar.

##### Södra fasaden

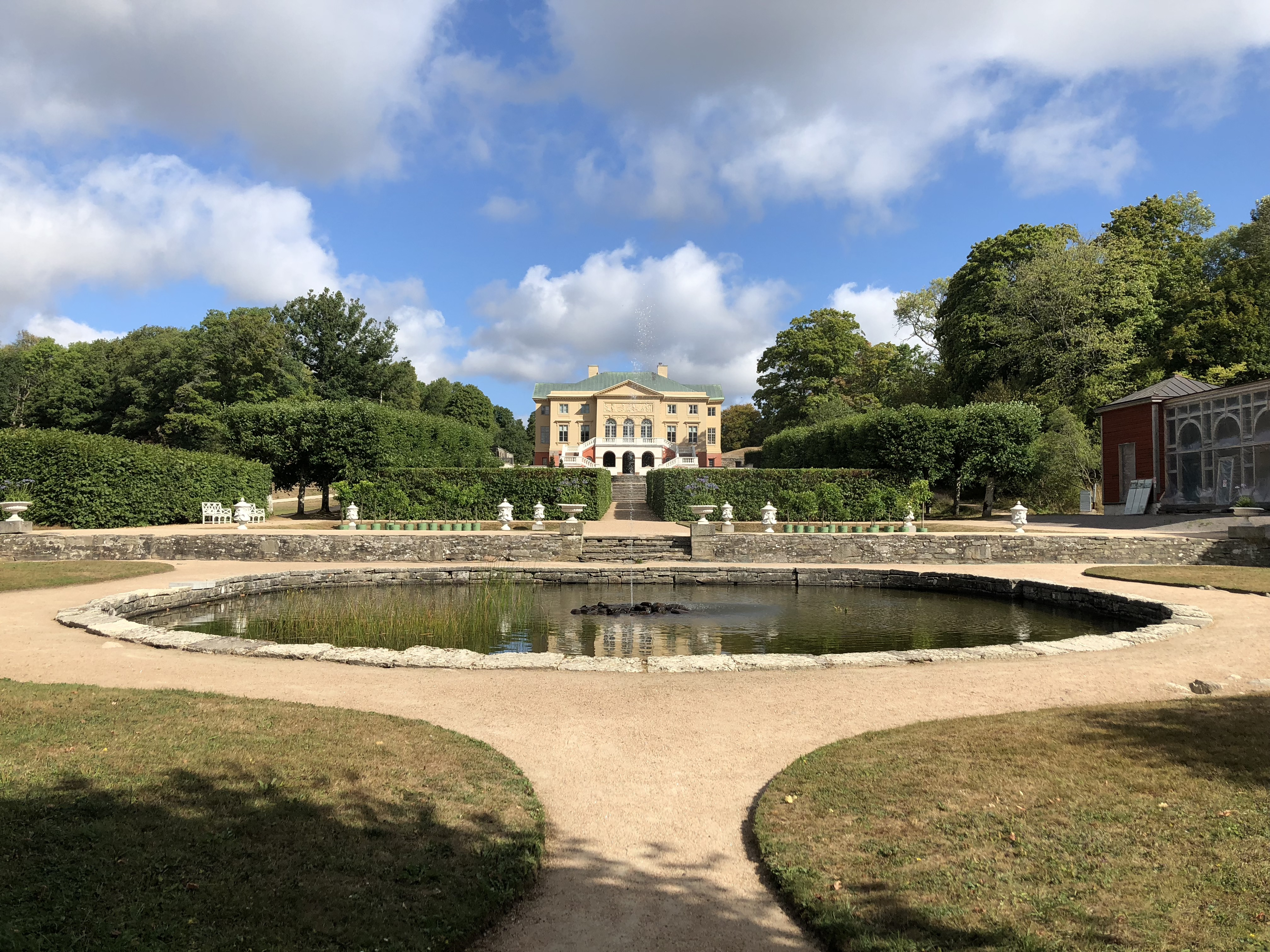
Huvudbyggnaden från den södra parken.

Den södra fasaden vänder sig mot den södra franska trädgården med orangeriet och Apollos kulle. Fasaden domineras av en utskjutande mittrisalit i form av en fronton som vilar på en fris som bärs upp av tre rundbågiga öppningar. Allt ovan en monumental fritrappa. Mittrisaliten flankeras av sidofasader vars fönster har enkla arkitravfoder, vilka i huvudvåningen kröns av konsolburna kornischer med frontoner.
Fasadens huvudmotiv är en fris i antikiserande stil som är gjuten i bly av Gioacchino Frulli. Den är ca 6 meter lång och 1 meter hög. Frisen visar Landtmannagöromål och nöjen. Från vänster ser man fiske och bad, därefter djurhållning följt av jakt med hundar och musköt, sedan följer skörd av druvor och vinmakning och frisen avslutas i något som kan beskrivas som fest eller samvaro. Själva frisen var under gjutning 1788 och grävdes då ner för att danskarna inte skulle ta blyet under det Svensk-danska kriget.
Frisen bärs av tre rundbågiga öppningar  krönta av festonger och vars franska fönster leder in i slottet. Via de tre franska fönstren nådde man fritrappans terrass, från vilken man tog sig ned i trädgården. Vid Tor August Odencrantzs besök på Gunnebo 1805 skriver han om fritrappan;
| ” | En superb trappa af tegelsten, med hvalfgångar och körväg under, skall kostat 10 000 Rdr bco. | „ |

Inspirationen till den södra fasaden kan komma från Gloriette vid Schönbrunn med sin fritrappa, de tre öppningarna och sin inskriptionstavla.

##### Östra fasaden

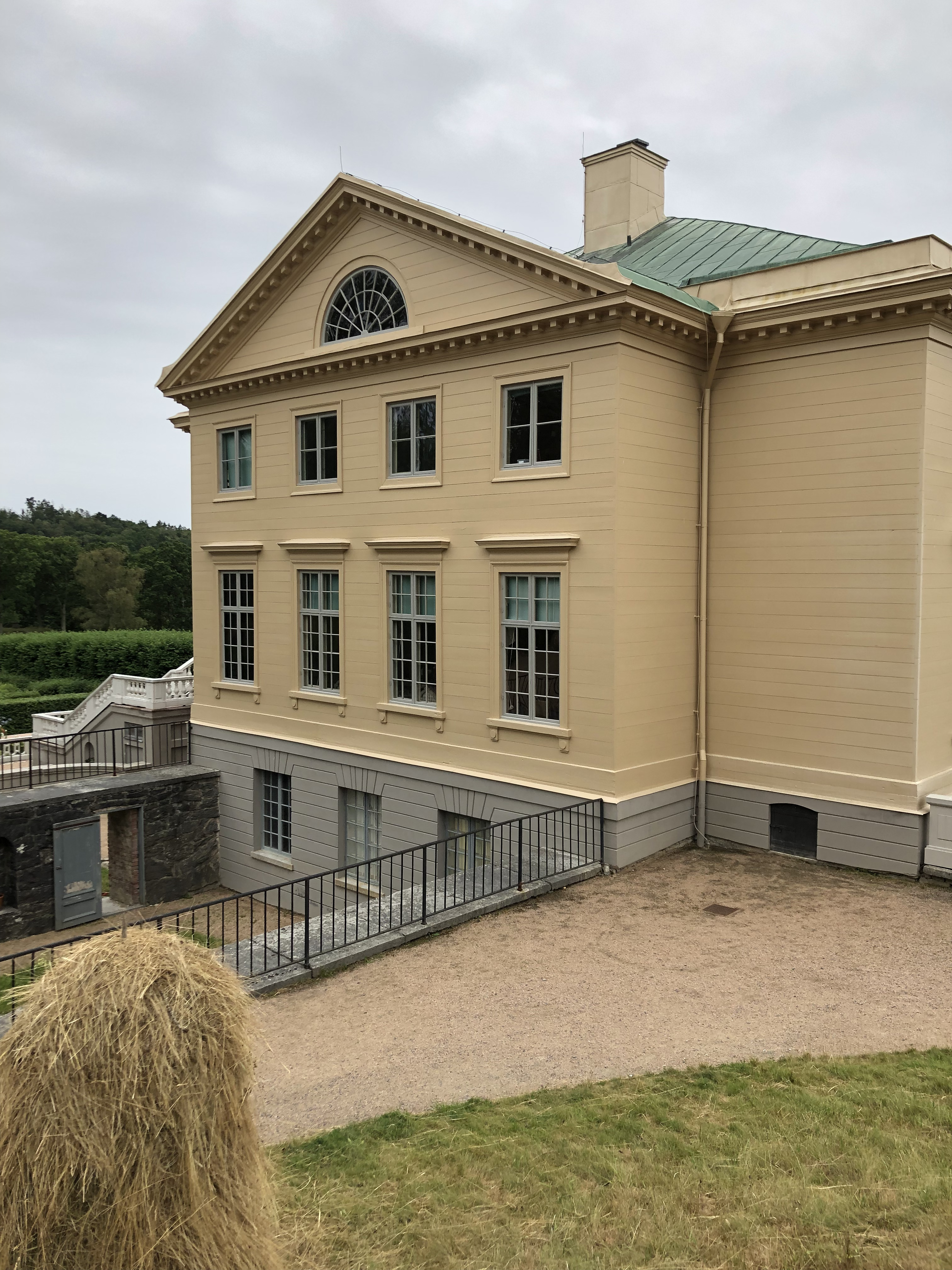
Östra fasaden, med den nedsänkta trädgården i förgrunden.

Den östra fasaden har en utskjutande mittrisalit indelad av fyra fönstertaxlar med klassiserande omfattningar. Den kröns av en fronton med ett lunettfönster. Suterrängvåningen vetter här mot en nedsänkt trädgård.

##### Bilder exteriör

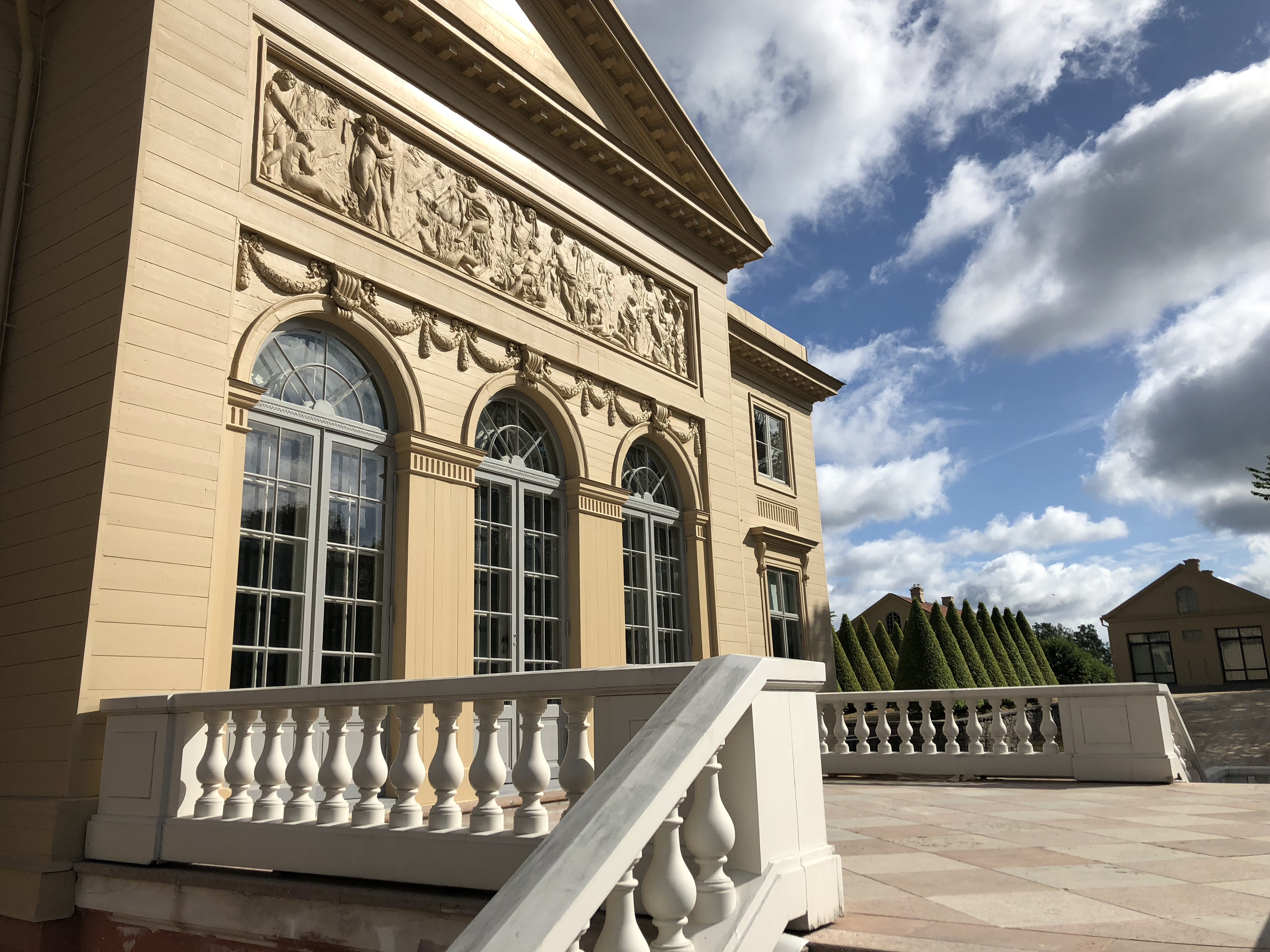
Huvudbyggnadens entré mot trädgården med rundbågiga öppningar.
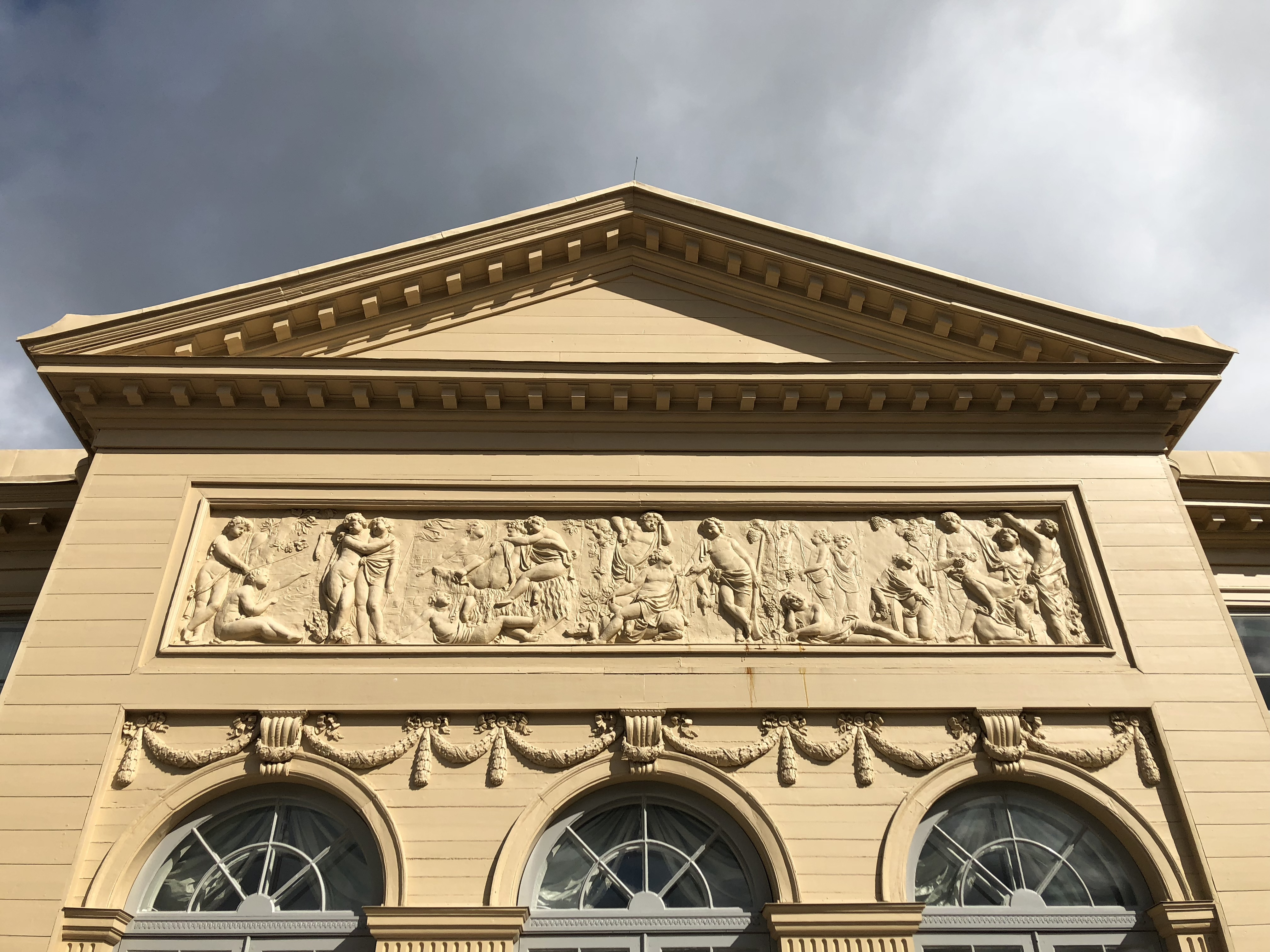
Gioacchino Frullis fris Landtmannagöromål och nöjen, samt byggnadens fronton mot parken.
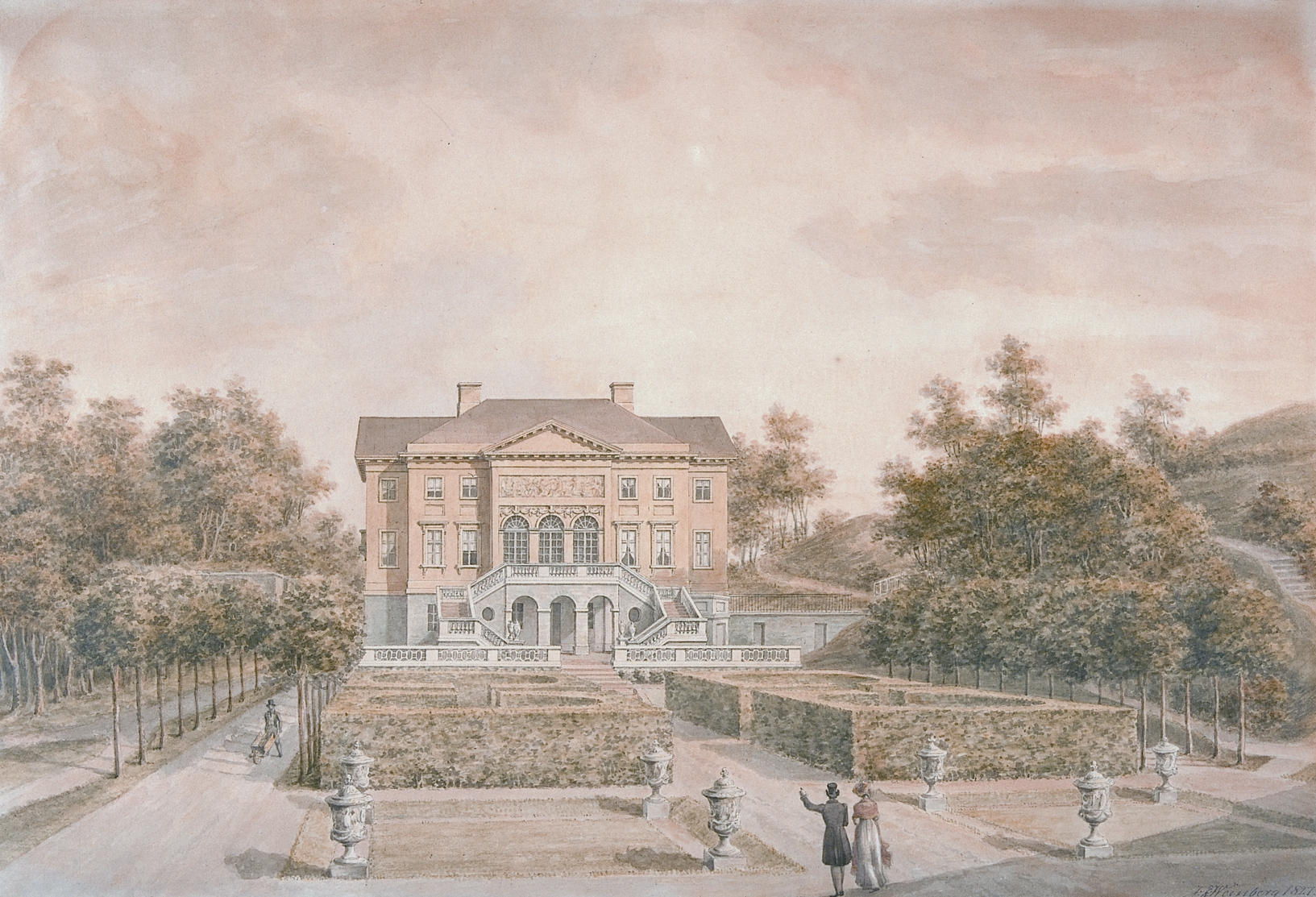
Gunnebo mot söder 1827. Målning av Justus Fredrik Weinberg.

#### Interiör
Huvudbyggnaden är på 900 m2 och har 25 rum, där 11 rum finns i paradvåningen och 11 rum finns på övervåningen. Källarplanet hyser ekonomiavdelning med kök och förrådsutrymmen. I huvudvåningen finns makarna Halls bostadssviter, matsal samt den stora salongen. Den övre våningen består främst av gästrum. Därutöver sträcker sig en vindsvåning över hela byggnaden. Gunnebo är ett uttryck för tidig nyklassicism i sin arkitektur, den fasta inredningen och möblerna.

##### Bilder interiör

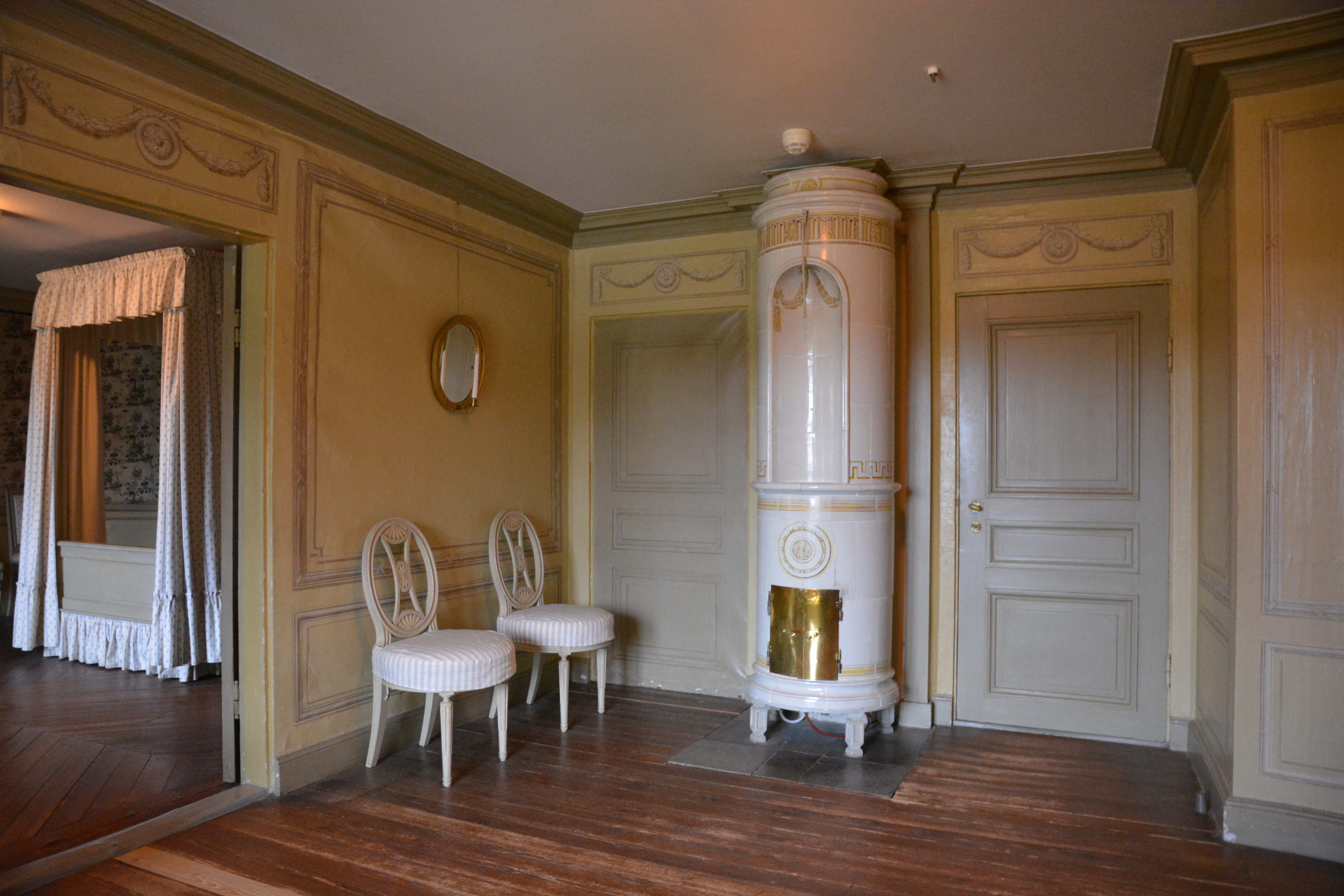
Övre västra förmaket.
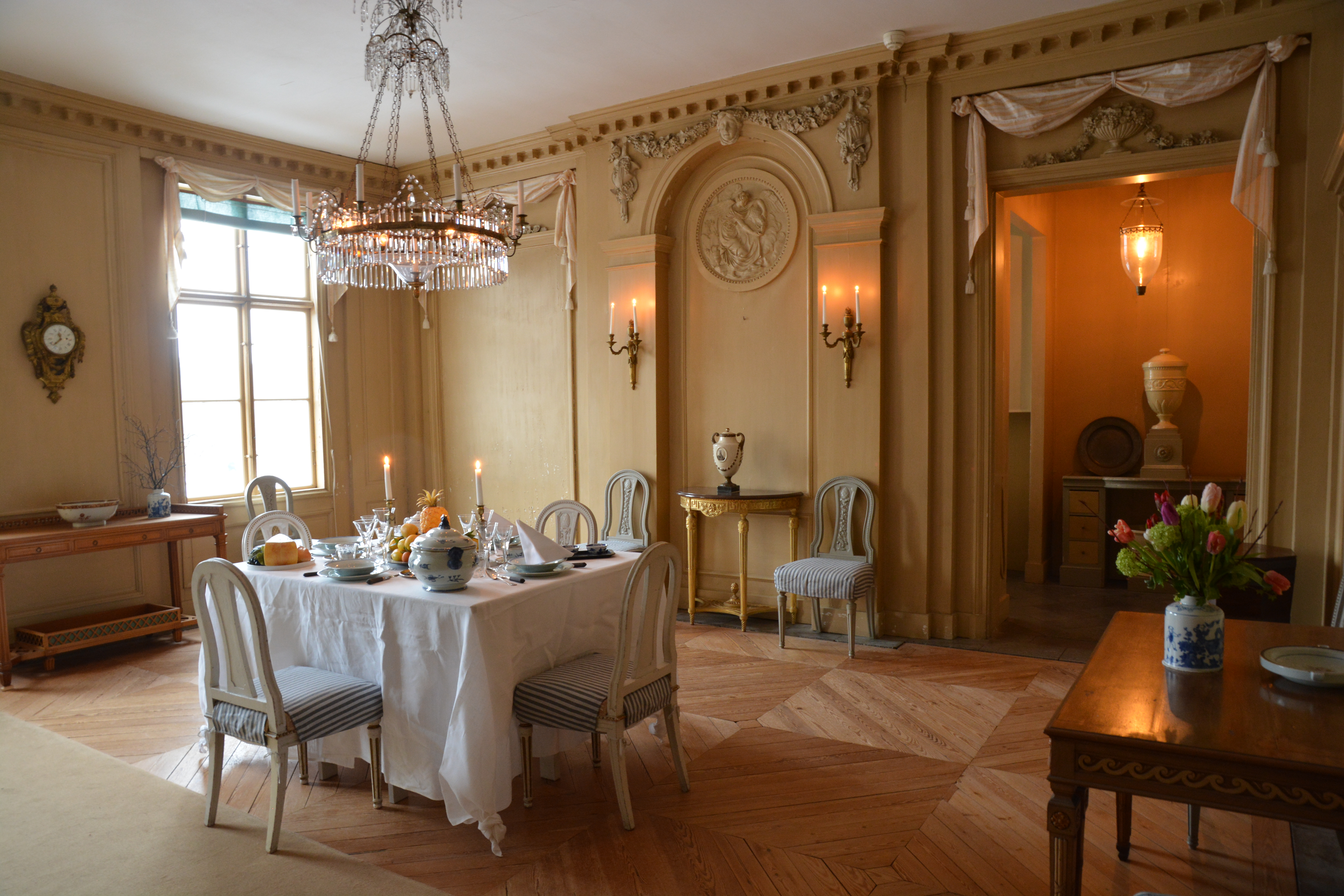
Matsalen.

### Övriga byggnader

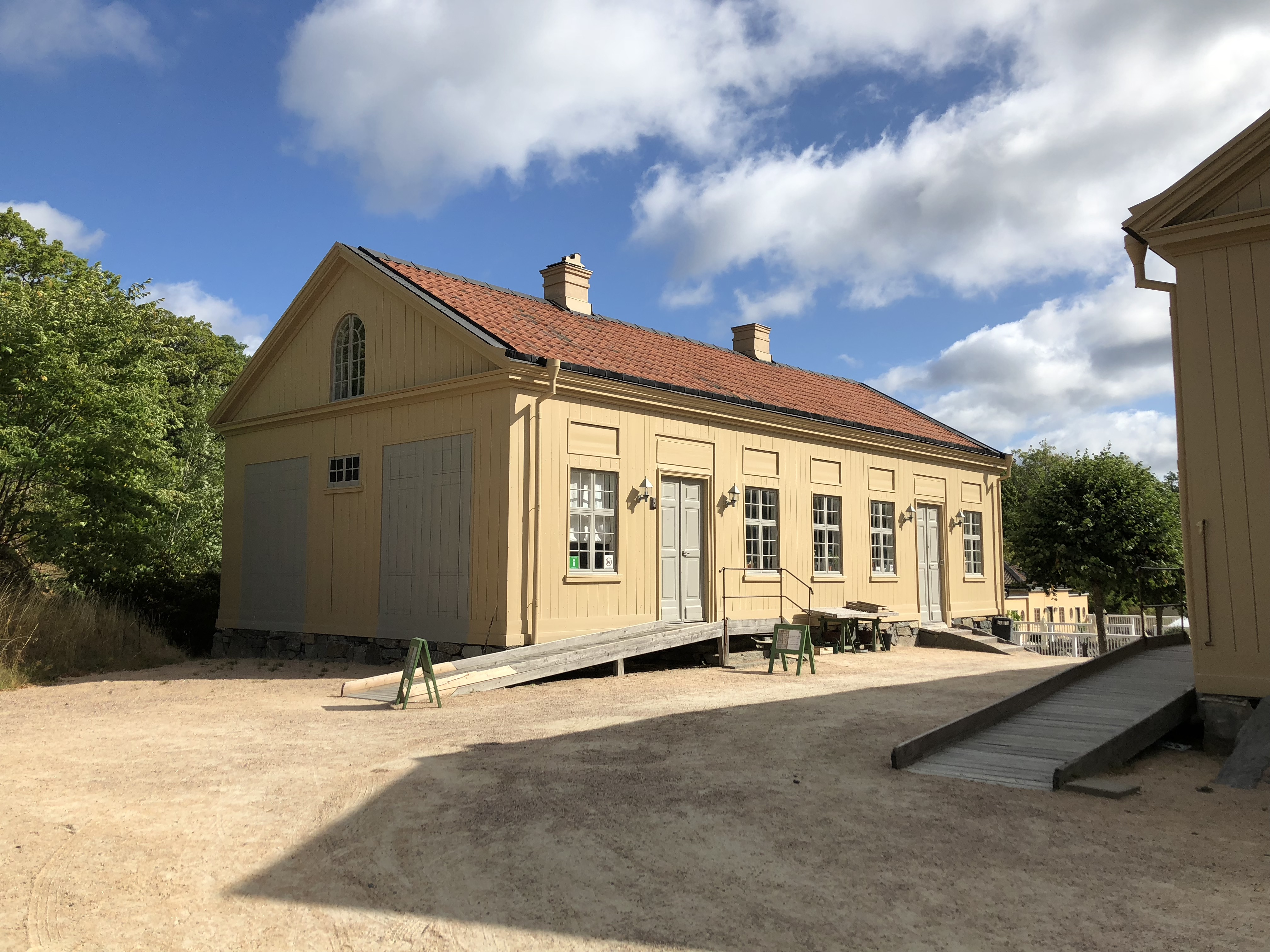
Den norra flygeln, återuppfördes 2006 efter Carlbergs originalritningar. Den inhyser idag Mölndals turistbyrå.

Frånsett huvudbyggnaden är samtlig övrig bebyggelse på Gunnebo som man idag kan se tillkommen senare. Flertalet byggnader har rekonstruerats; de båda flyglarna, drivhuset och tjänstefolksbostaden (nuvarande kaffehus och krog) uppfördes under 1990- och 2000-talet och ligger på samma plats som de ursprungliga 1700-talsbyggnaderna. Arrendatorsbostaden Solbacken uppfördes vid lantgården under 1800-talet och hyser idag administrativa lokaler.

#### Orangeriet
Sedan slutet av 2013 pågår en rekonstruktion av Gunnebos rikt utsmyckade orangeri.

#### Framtida rekonstruktioner
Ytterligare några byggnader återstår att återuppföra innan 1700-talets anläggning är helt återställd, som exempelvis ett litet eremitage som låg norr om slottet, inne i skogen, ungefär där stilträdgården börjar.

## Historik

### Det tidigare hemmanet
Gården Gunnebo förekommer under medeltiden i förteckningar över Skara domprosteris egendomar, men övergick 1396 i kronans egendom. 1582 överlät Johan III gården till sin kusin Erik Gustavsson Stenbock, men redan 1599 drog hertig Karl in gården till kronan. 1609 förlänas dock Erik Gustavsson Stenbocks änka, Malin Sture, Gunnebo. Gården går sedan i arv inom Stenbockska ätten fram till 1711, då manufaktören Hans Coopman erhöll Gunnebo. Efter dennes död tog hans söner över egendomen och sålde den 1774 till packhusinspektören Joakim Ulrik af Ditmer. Redan fyra år senare sålde af Ditmer Gunnebo till handelsmannen John Hall d.ä. för 4 500 riksdaler.

### Uppförandet av det nuvarande Gunnebo

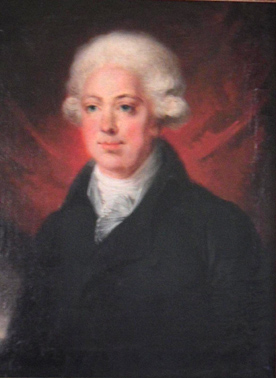
John Hall d.ä. (1735-1802).

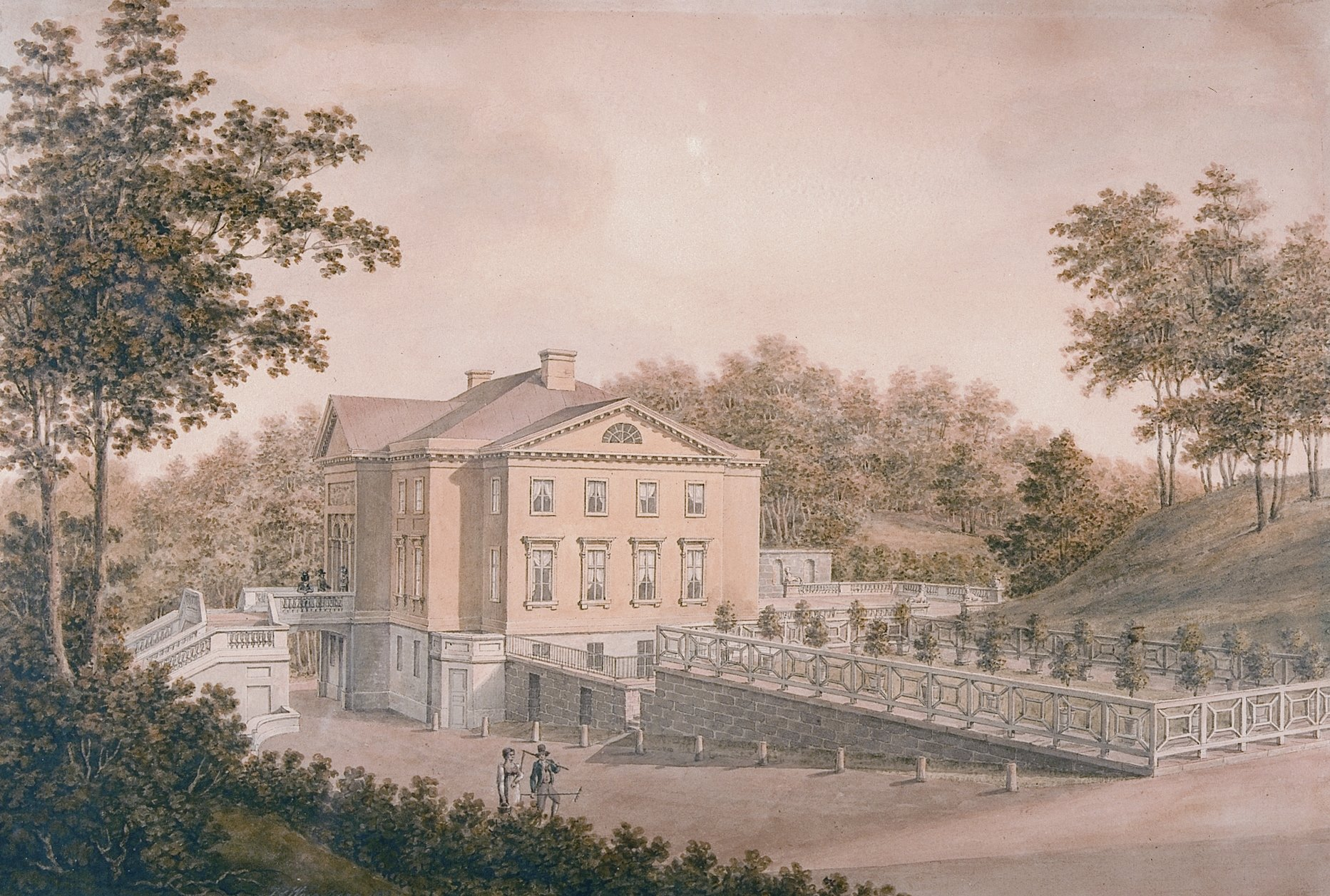
Gunnebo från öster. Akvarell av Justus Fredrik Weinberg utförd 1827.

Det nuvarande Gunnebo uppfördes av den förmögne köpmannen John Hall d.ä.. Hall lät den dåvarande stadsarkitekten i Göteborg, Carl Wilhelm Carlberg, omdana egendomen och skapa byggnader, möblemang och trädgårdar. Merparten av Carlbergs originalritningar till Gunnebo finns bevarade på Röhsska museet.
Carlberg hade kommit hem från en lång resa i Europa och var inspirerad av italienaren Andrea Palladios (1508–1580) representativa villor med symmetrisk planlösning och monumentala fasader, som bröt mot renässansens harmonilära och bebådade barocken.
Carlberg gjorde ett utförligt arbete och ritade slottet med trädgårdar och yttre anläggningar som exempelvis tjänstefolksbyggnaden, Orangeriet, Eremitaget och Drivhuset. Därutöver ritade han hela inredningen från möbler och statyer och kakelugnar till mönstringen i parkettgolven och blomkrukor. I den anslutande engelska parken fick landskapet träda fram i organiska former.
Stommen till slottet restes 1784 och 1796 kunde familjen Hall intaga sin första middag där, men först runt 1800 var det färdigbyggt.

### Nya ägare efter John Halls död
Innan alla planer för Gunnebo var förverkligade avled John Hall 1802. Sonen John Hall d.y. ärvde Gunnebo och efter några år av vanvård, började anläggningen förfalla. 1807 gick John Hall d.y.:s handelshus i konkurs. 1828 såldes inredningen på auktion. Fastigheten var då sedan några år begärd i kvarstad. 1832, två år efter John Hall d.y.:s död, såldes Gunnebo på auktion till den förmögne slaktarmästaren Johan Carlsson. Carlsson ägde även landeriet Götaberg vid nuvarande Vasakyrkan i Göteborg. Han sålde stora delar av slottets inventarier: möbler, skulpturer och antikviteter. Genom att sälja koppartaket fick han igen hela den köpesumma han hade erlagt för slottet. Carlssons handlande har gått under benämningen Gunnebos förnedring. 1833 brann slottets flygelbyggnader ned.
1838 sålde Carlsson Gunnebo för 16 666 riksdaler till John Barclay och dennes hustru Martina Lamberg. Barclay var en av många britter, som flyttade till Sverige omkring sekelskiftet 1800. Under den stora koleraepidemin 1861–1862 gick Barclay, hans hustru och en son bort inom loppet av ett par månader. James Alexander Gibson, gift med Barclays dotter, blev ägare till Gunnebo, sedan han löst ut de övriga i familjen Barclay. Gibson sålde snart Gunnebo till apotekaren Arthur Cavalli, som med tre söner ägde stället till 1888.

### De sista privata ägarna
Wilhelm Denninghoff köpte Gunnebo 1888 för 90 000 kr. På slottet bosatte sig dennes nygifta dotter Hilda och hennes make friherre Carl Sparre. På Gunnebo föddes parets två barn, Britta (1890–1963) och Margareta (1900–1985).
Wilhelm Denninghof lät uppföra en ny byggnad på Gunnebos marker, Villa Denninghof vid Rådasjön, där han bosatte sig med sin hustru efter dess färdigställande 1898. Villan bytte senare namn till Slottsviken och fungerade under en tid som värdshus och pensionat.
Wilhelm Denninghof stod som ägare till Gunnebo fram till sin död 1905 och efter det tog hans hustru Jeanna över som ägare fram till sin död. Familjen Sparre blev således ägare först 1922.
Familjen Sparre återförde den forna glansen till Gunnebo och höll ofta stora fester i byggnaden. Båda döttrarnas bröllopsfester hölls på slottet. De kvarvarande byggnaderna rustades upp och parken började återställas.
Carl Sparre dog 1917 och Hilda Sparre kom att bo kvar på Gunnebo fram till sin död 1948. 1946 begärde hon att Gunnebo skulle förklaras som byggnadsminnesmärke. Hon testamenterade Gunnebo till sina båda döttrar. Dessa beslöt att sälja fastigheten till Mölndals stad, vilket skedde 1 juli 1949. Dottern Margareta var den siste av Sparreätten att lämna slottet, i början av 1950.

### Bevara, vårda och återskapa

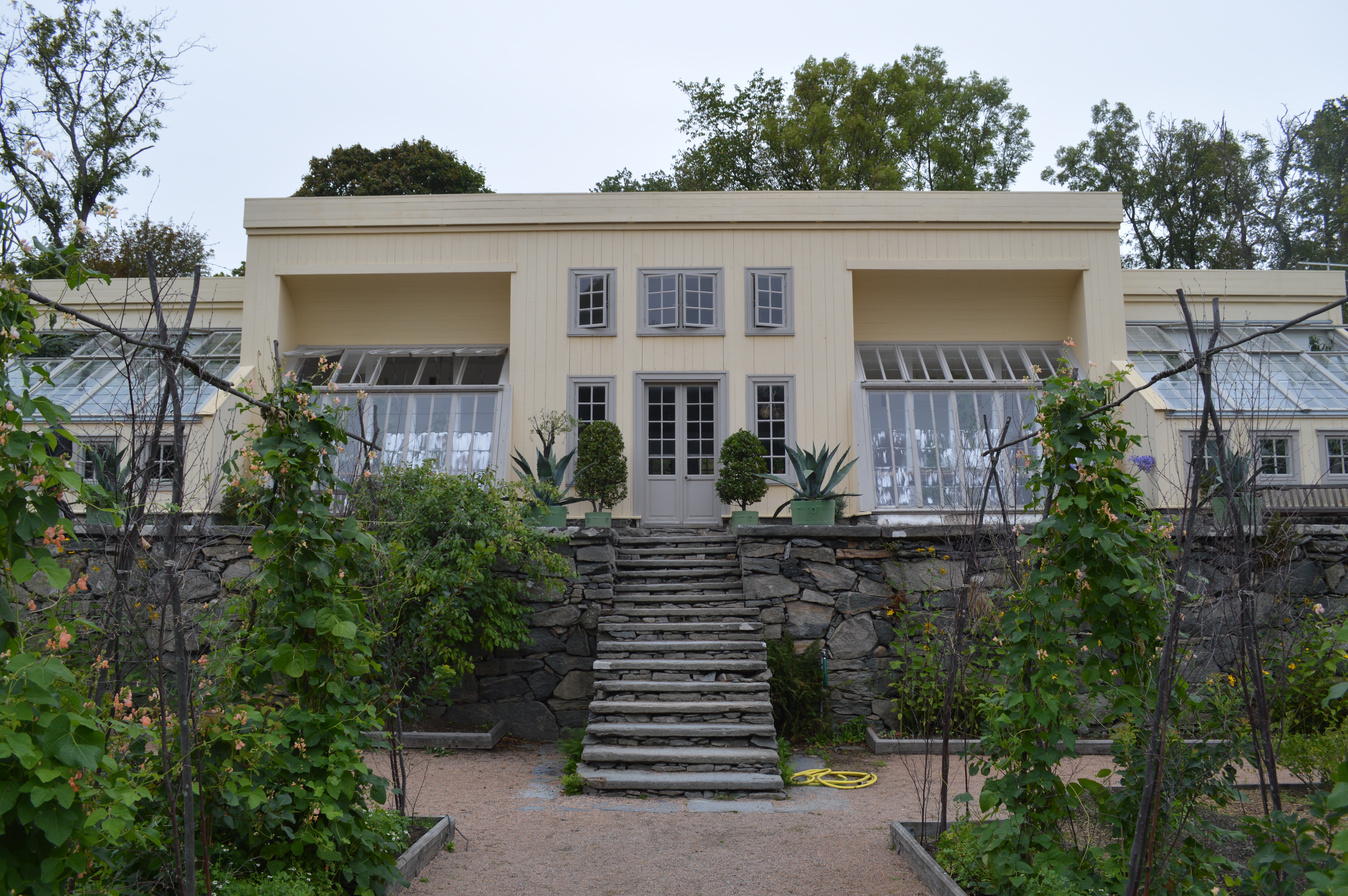
Drivhuset som återuppfördes 1996–98 efter utgrävningar, ritningar och teckningar som förlagor.

En genomgripande renovering gjordes under 1950-talet under ledning av Göran Axel-Nilsson och Stig Roth, museichefer på Röhsska Museet respektive Göteborgs historiska museum. Anläggningen invigdes av Gustaf VI Adolf 16 maj 1952 och öppnades för allmänheten två dagar senare. Huvuddelen av inredningen nytillverkades efter originalritningarna. Med hjälp av inventarieförteckningar lyckades man spåra upp ett fåtal möbler och andra inredningsdetaljer, som hade skingrats vid ägarbyten och skiften. Genom åren har fler originalmöbler köpts in och åter placerats i sina ursprungliga rum.
Norr och söder om slottet återanlades stilparken med tuktade boskéer. Trappanläggningen i trä hade förfallit på grund av röta och revs redan på 1800-talet. 1960 återuppbyggdes trappan, denna gång i cement och sten. Renoveringarna av Gunnebo slott kompletterades med ett nytt tak på 1960-talet.
Mellan 1996 och 2001 har ett omfattande restaureringsprojekt – Gunnebo åter till 1700-talet – bedrivits för totalt 35 miljoner kronor. Stilparken har renoverats, köksträdgården har rekonstruerats, tjänstefolksbyggnaden och flyglarna är återuppbyggda efter Carlbergs ritningar och drivhuset har byggts upp efter en gammal teckning av J.A. Beijer. 2002 renoverades blyfrisen på slottet utanför projektet. Den 18 september 2003 invigdes Gunnebo av kronprinsessan Victoria som kulturreservat, det första i Västra Götalands län. Slottet återfick på 1990-talet även den gråa färg, som då antogs vara den ursprungliga.
Den 2 december 2013 invigdes projektet med, att återuppföra orangeriet med en ceremoni vid byggplatsen. Ett återskapande av byggnaden var möjlig, då arkitekt Carl Wilhelm Carlbergs ritningar över orangeriet finns bevarade i original. Inför återskapandet av orangeriet gjordes omfattande förstudier kring byggnadens ornamentik och utformning, genom de bevarade ritningarna och en arkeologisk utgrävning. Byggnationen utförs med gamla hantverksmetoder och byggarbetsplatsen är en bas för inspiration och forskning 2013–18. Detta skulle fullborda anläggningen enligt arkitekten Carl Wilhelm Carlberg och byggherren John Halls intentioner.

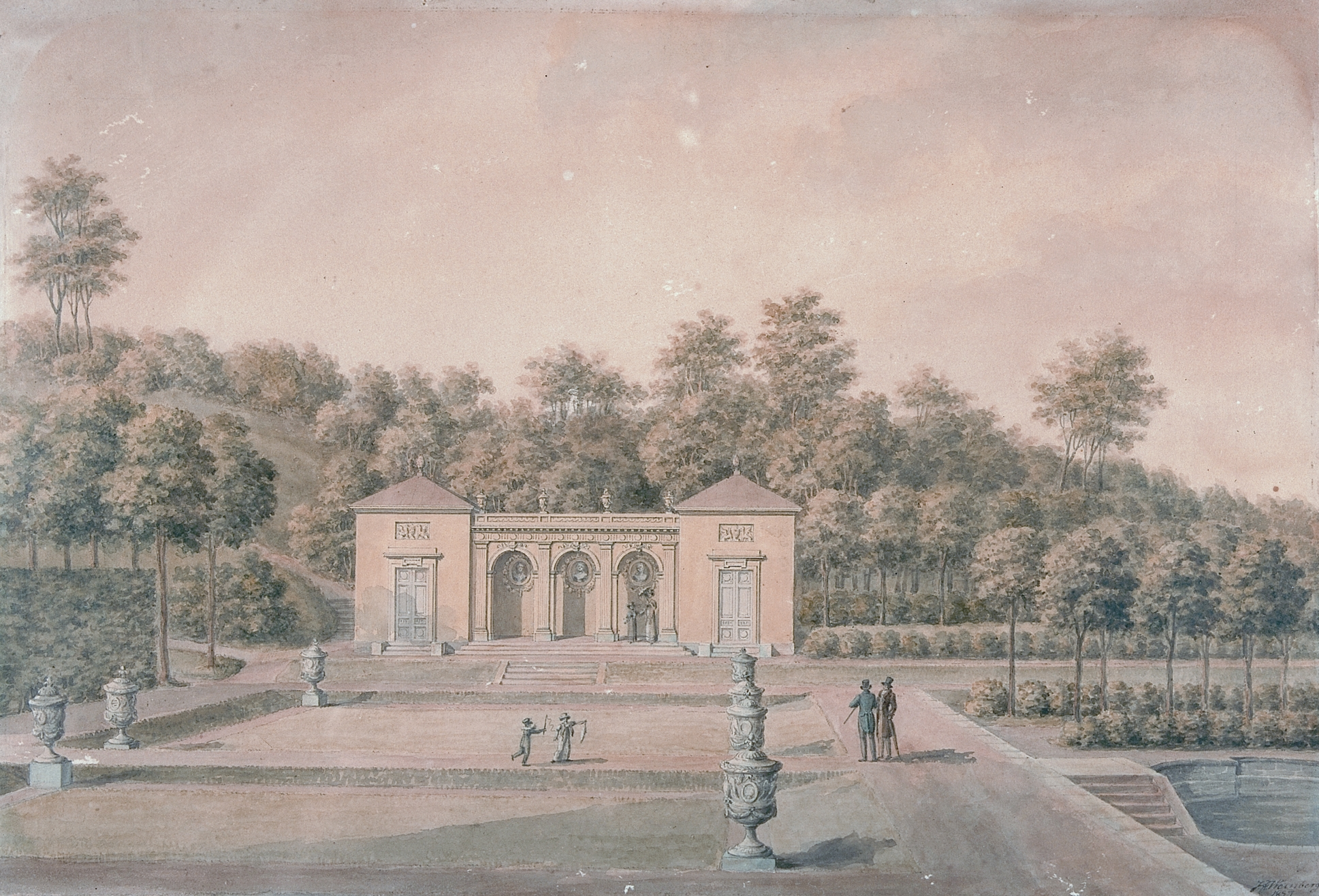
Orangeriet 1827.
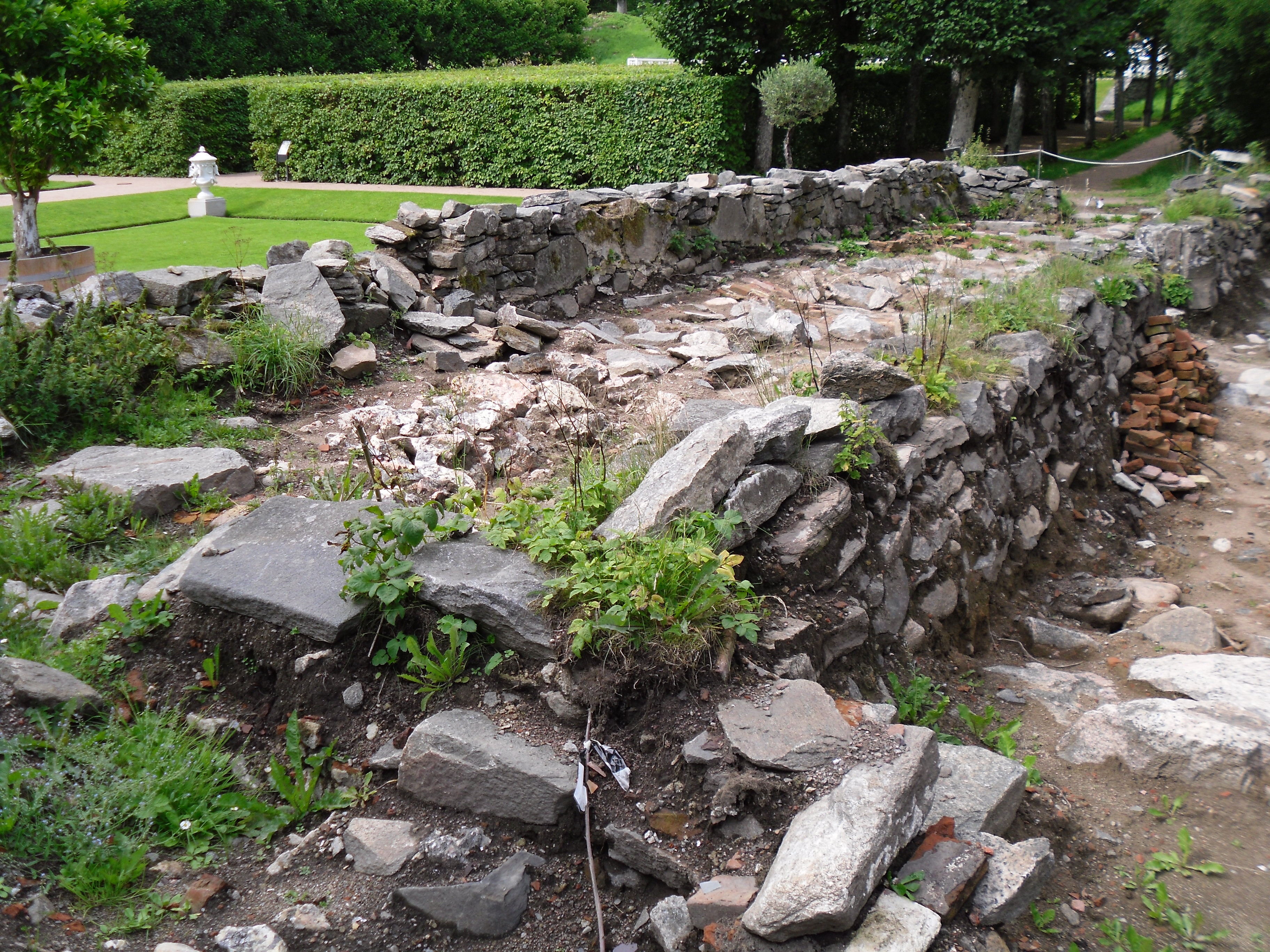
Orangeriets grund efter utgrävning 2010.
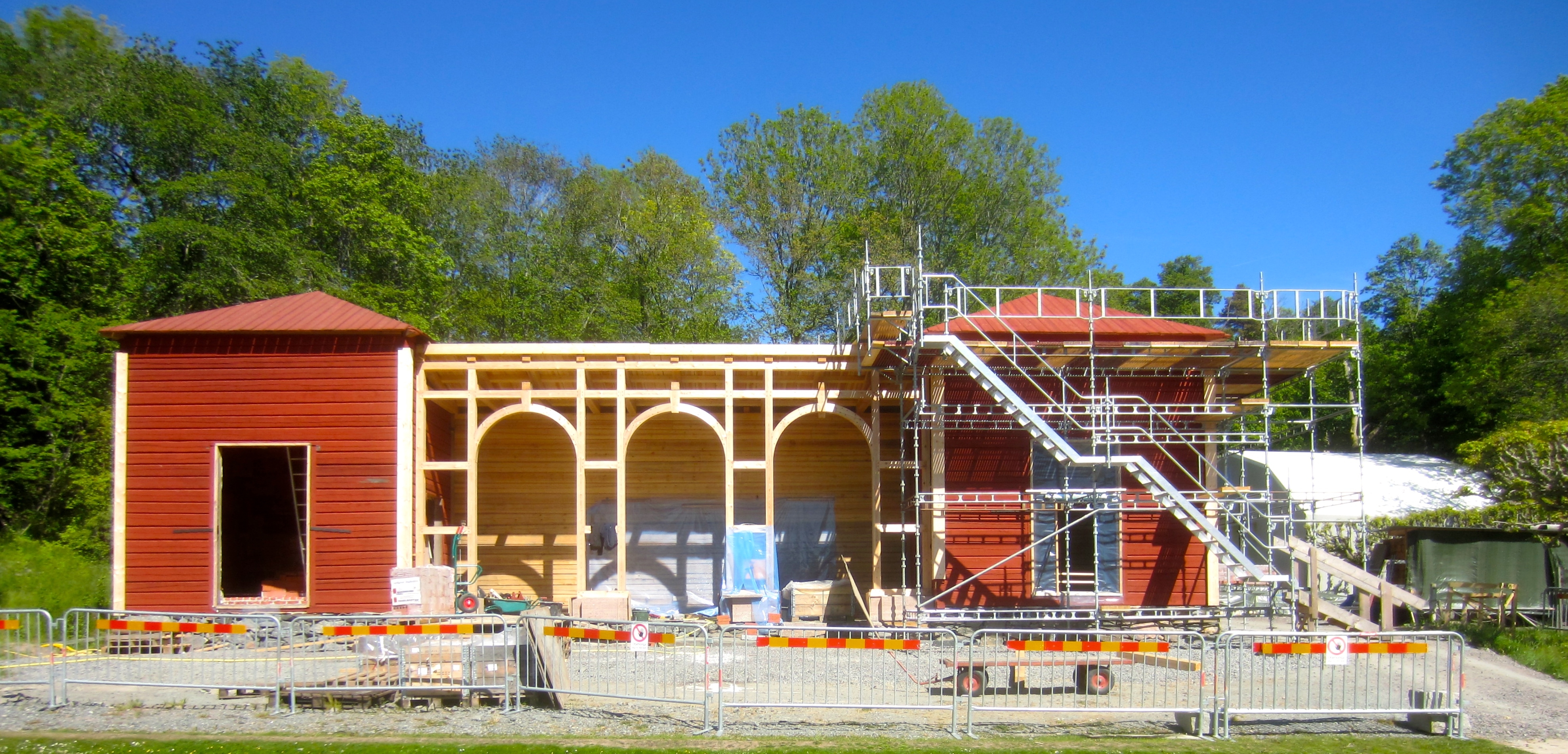
Orangeriet under uppförande 2015.
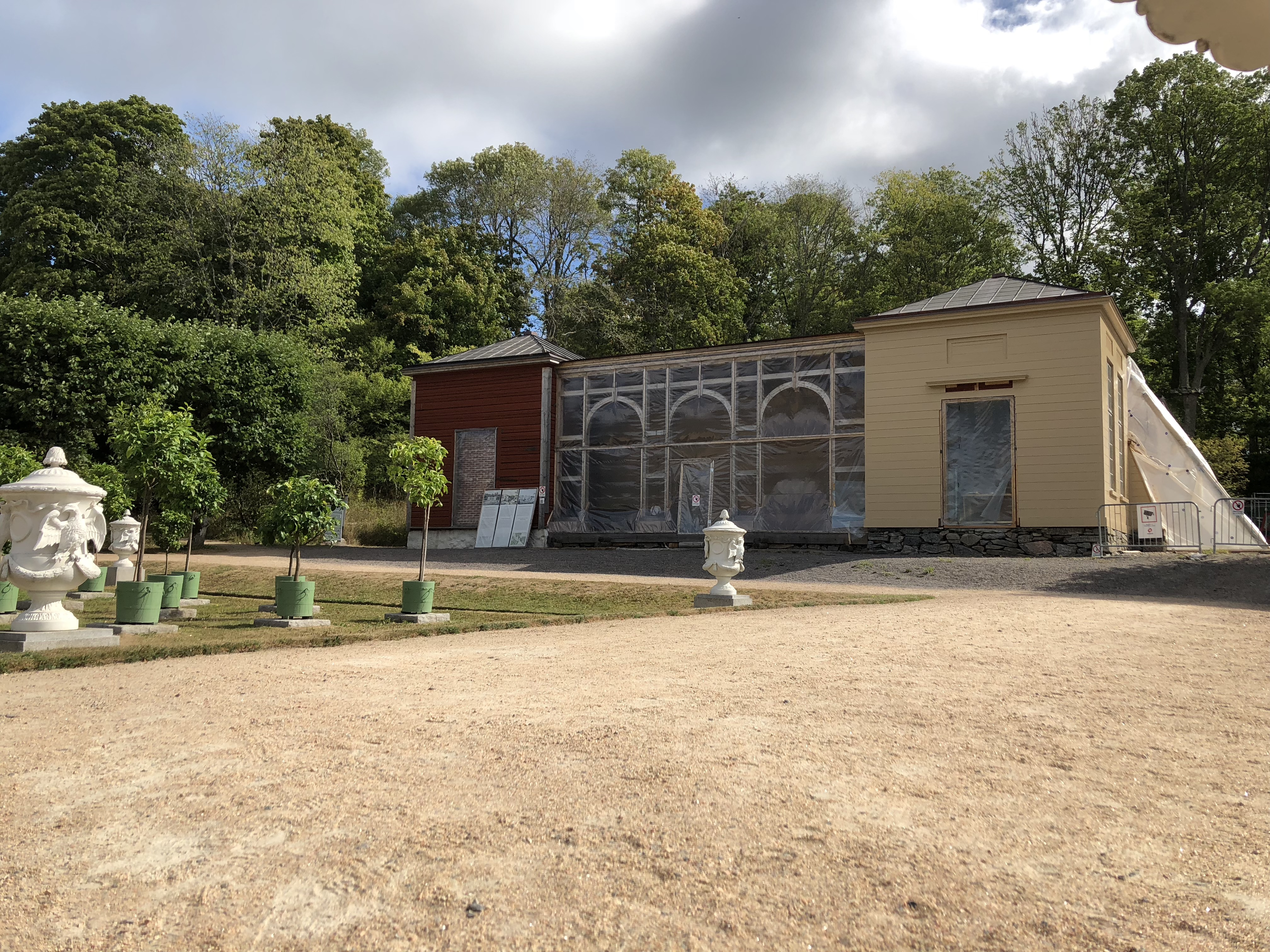
Orangeriet 2018.
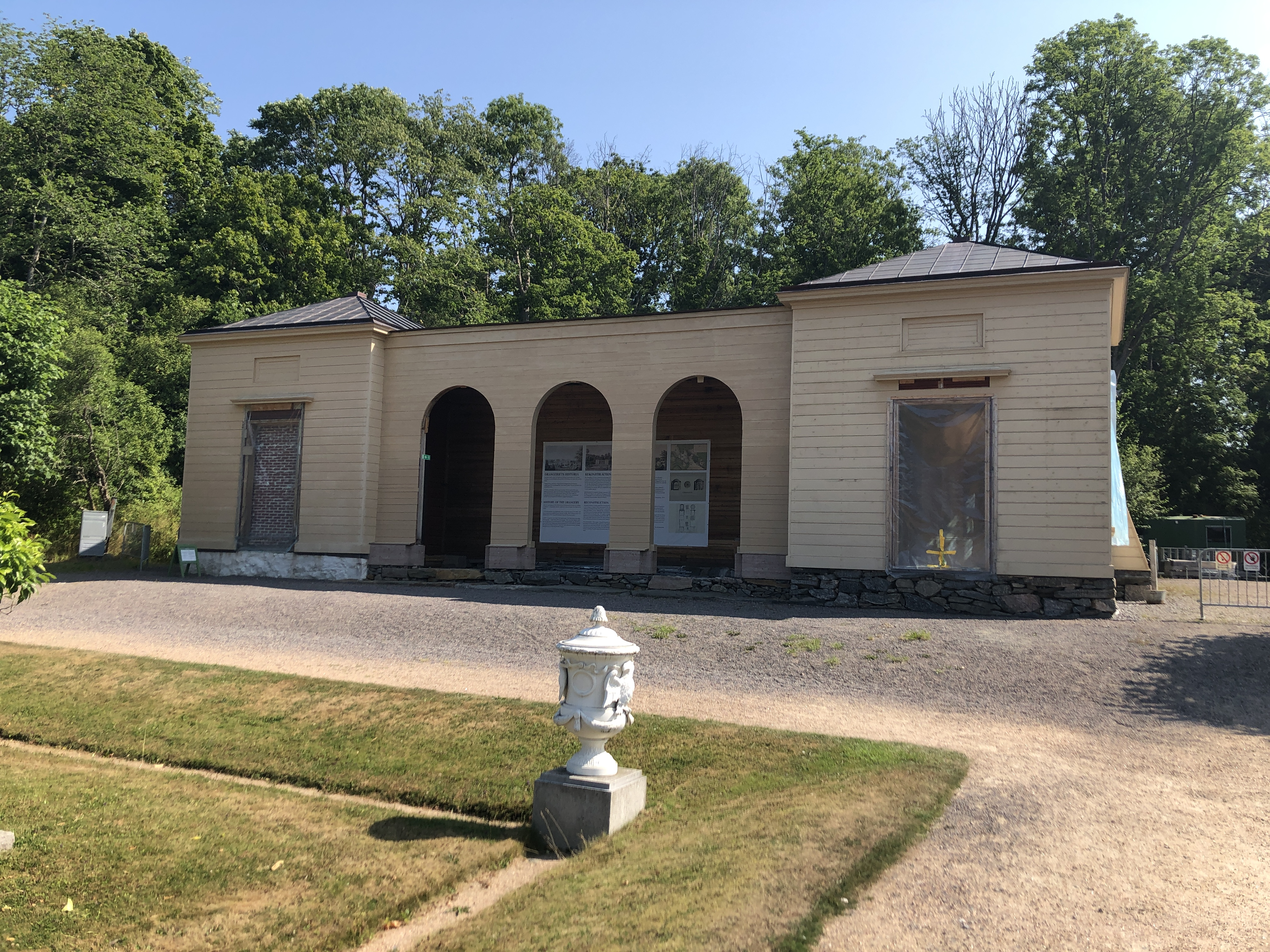
Orangeriet 2021.
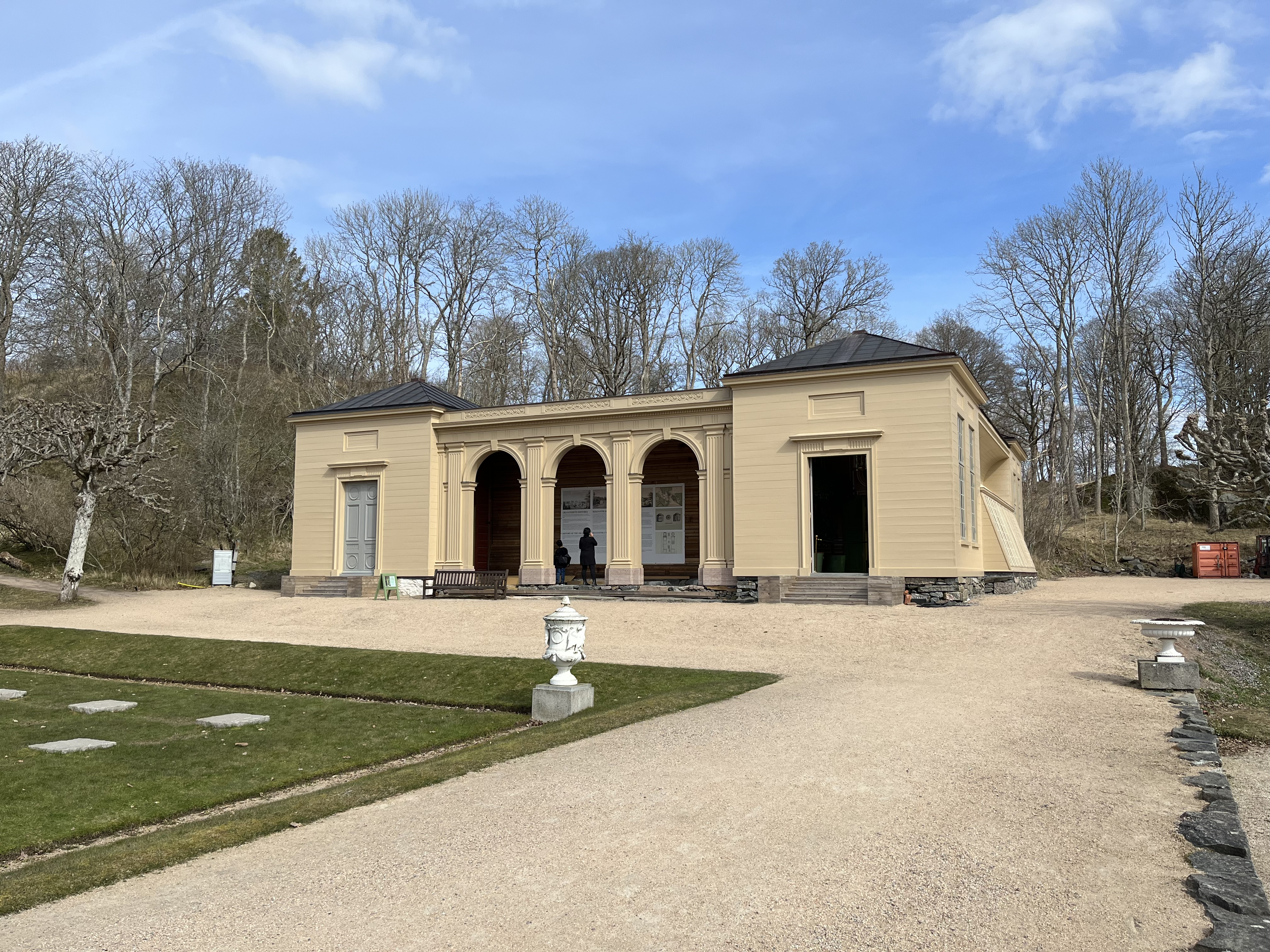
Orangeriet 2023.
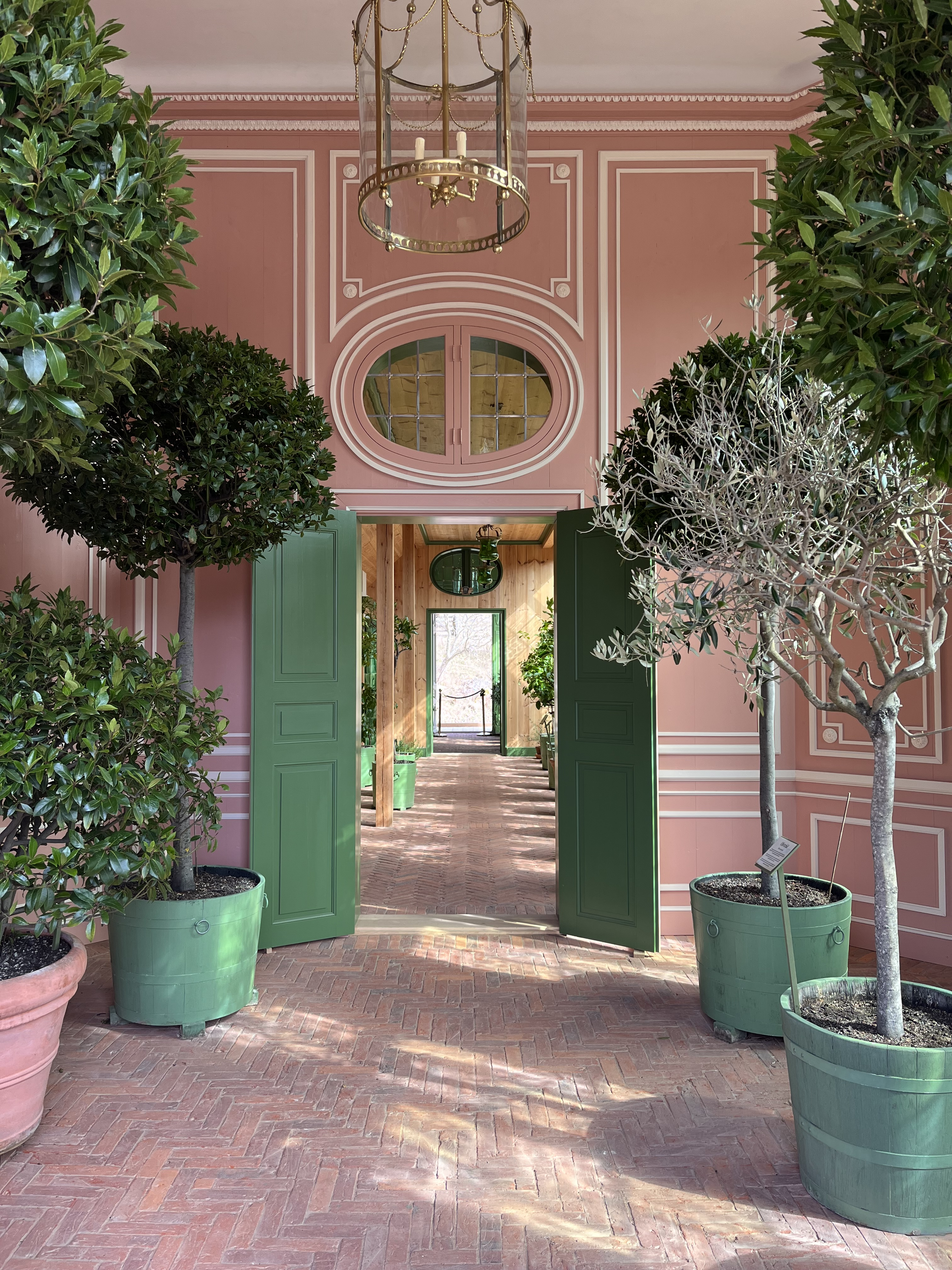
Orangeriets interiör i april 2023.

Under åren 2015-2018 har slottets fasad restaurerats. Slottet har nu återfått sin handhyvlade slätspontpanel – som på 1860-talet hade bytts till en fasspontpanel – och försvunnen fasaddekor har rekonstrueras. Slottet har även återfått en mer ursprunglig gul nyans med grå fönsterbågar, ett beslut som fattades den 3 maj 2017.

## Trädgårdarna
Hela parkanläggningen med de olika trädgårdarna är öppen för allmänheten året runt.

### Bilder trädgårdarna

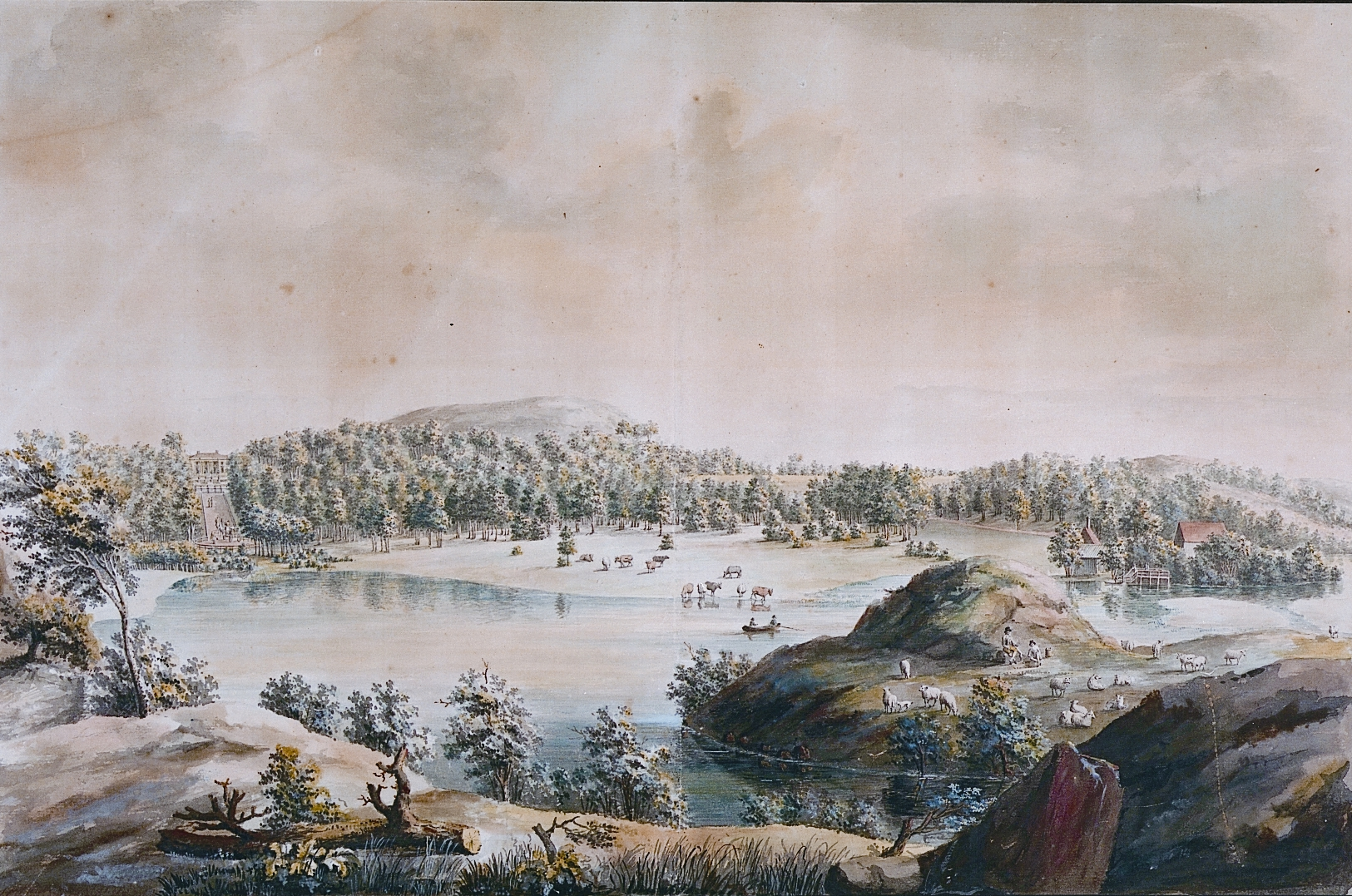
Gunnebo från norr med karusellplatsen, norra franska trädgården och slottet till vänster, och Lilla Gunnebo i förgrunden till höger. Ca 1800 av Justus Fredrik Weinberg.
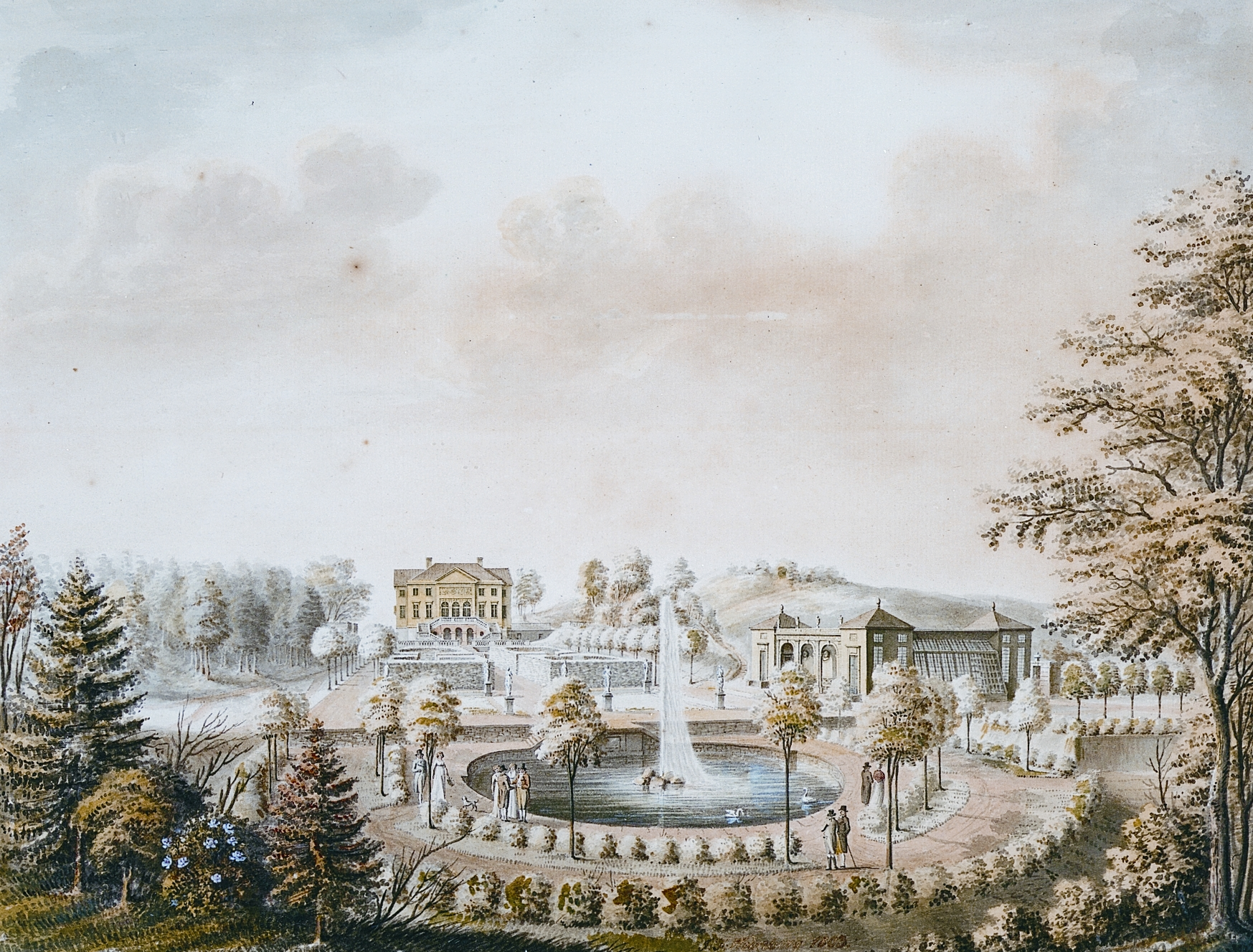
Målning från 1796 som visar södra franska trädgården med orangeriet till höger. Av Justus Fredrik Weinberg.
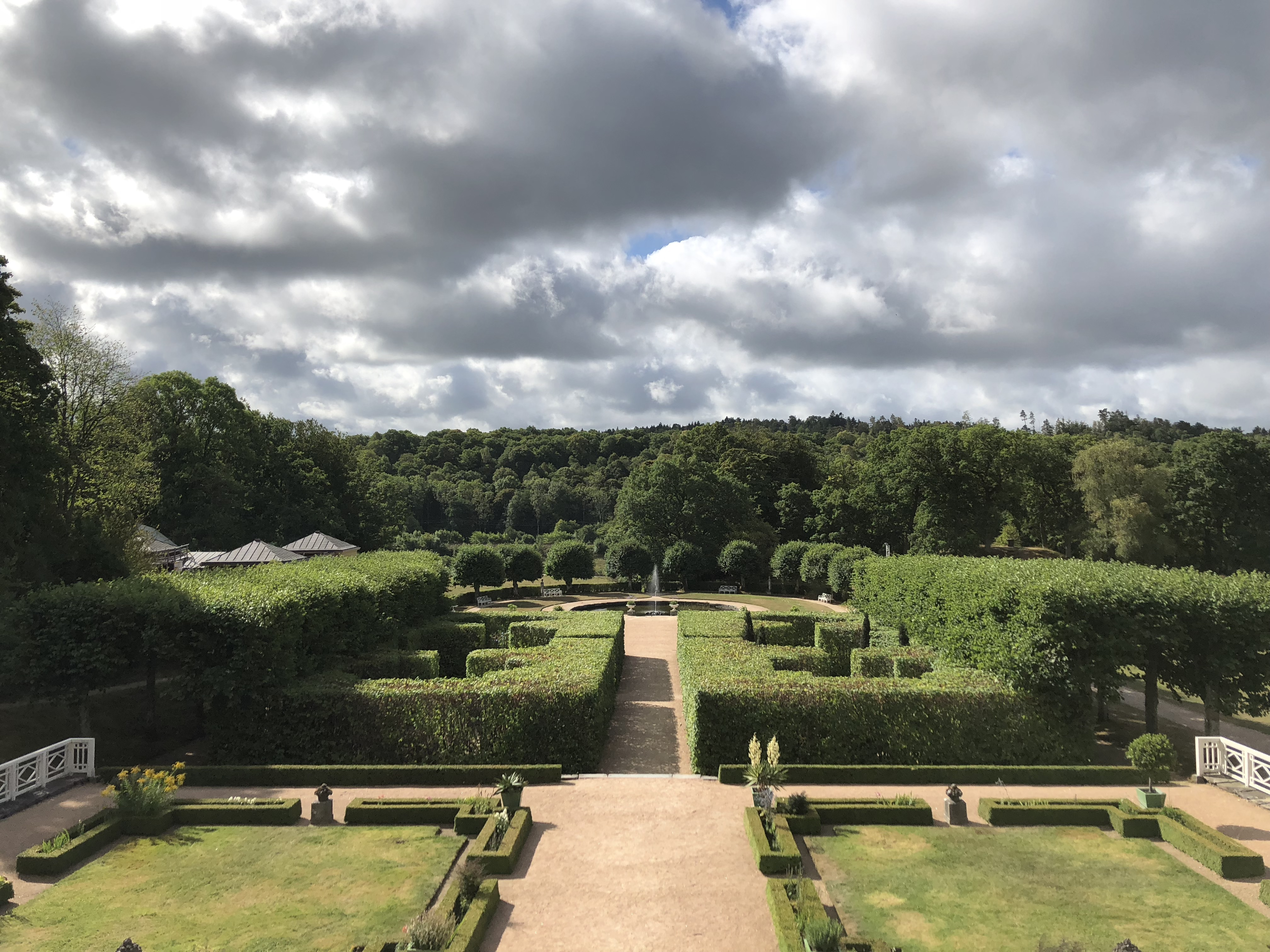
Södra franska trädgården från slottet.
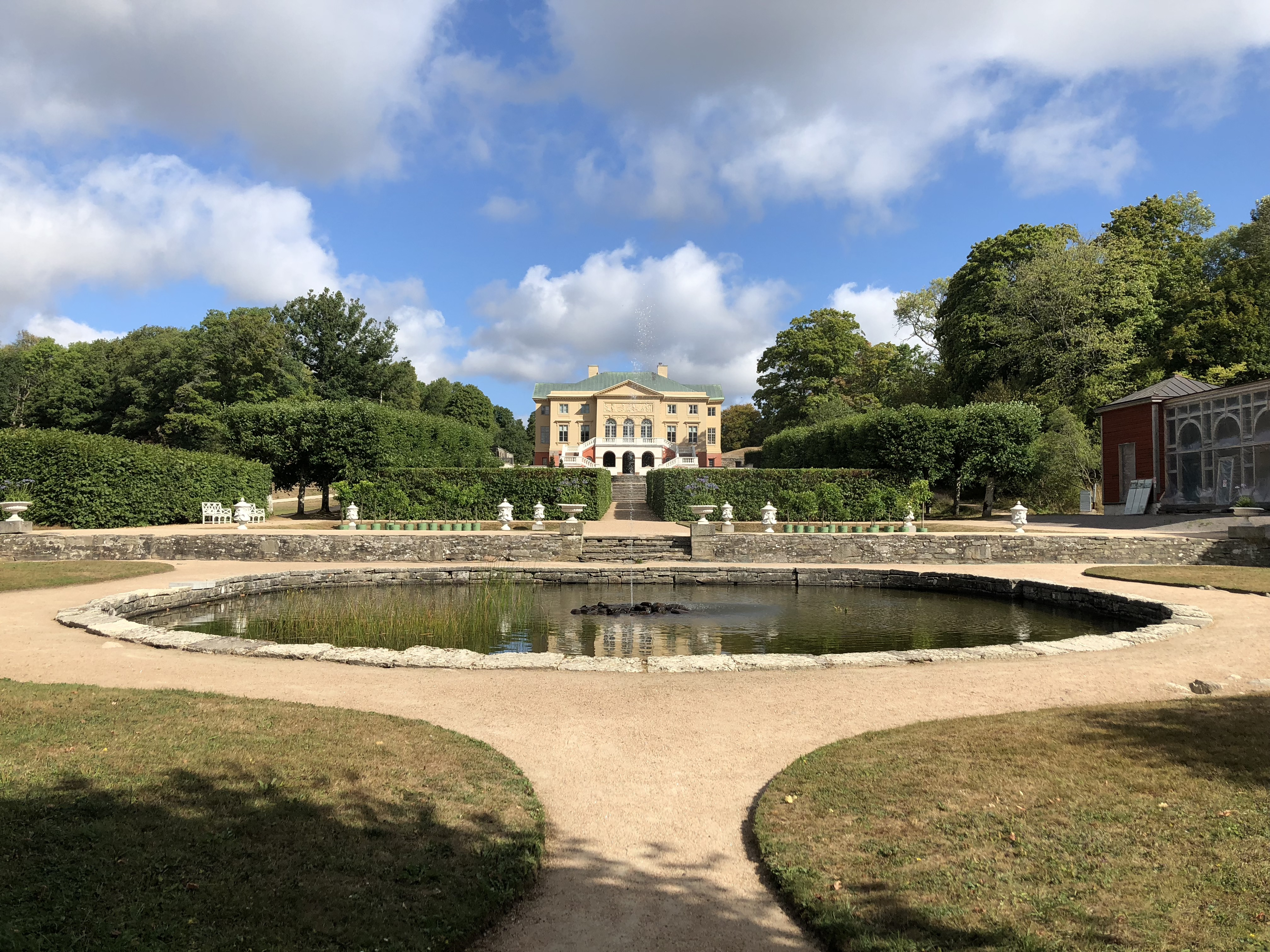
Södra franska trädgården från dammen.
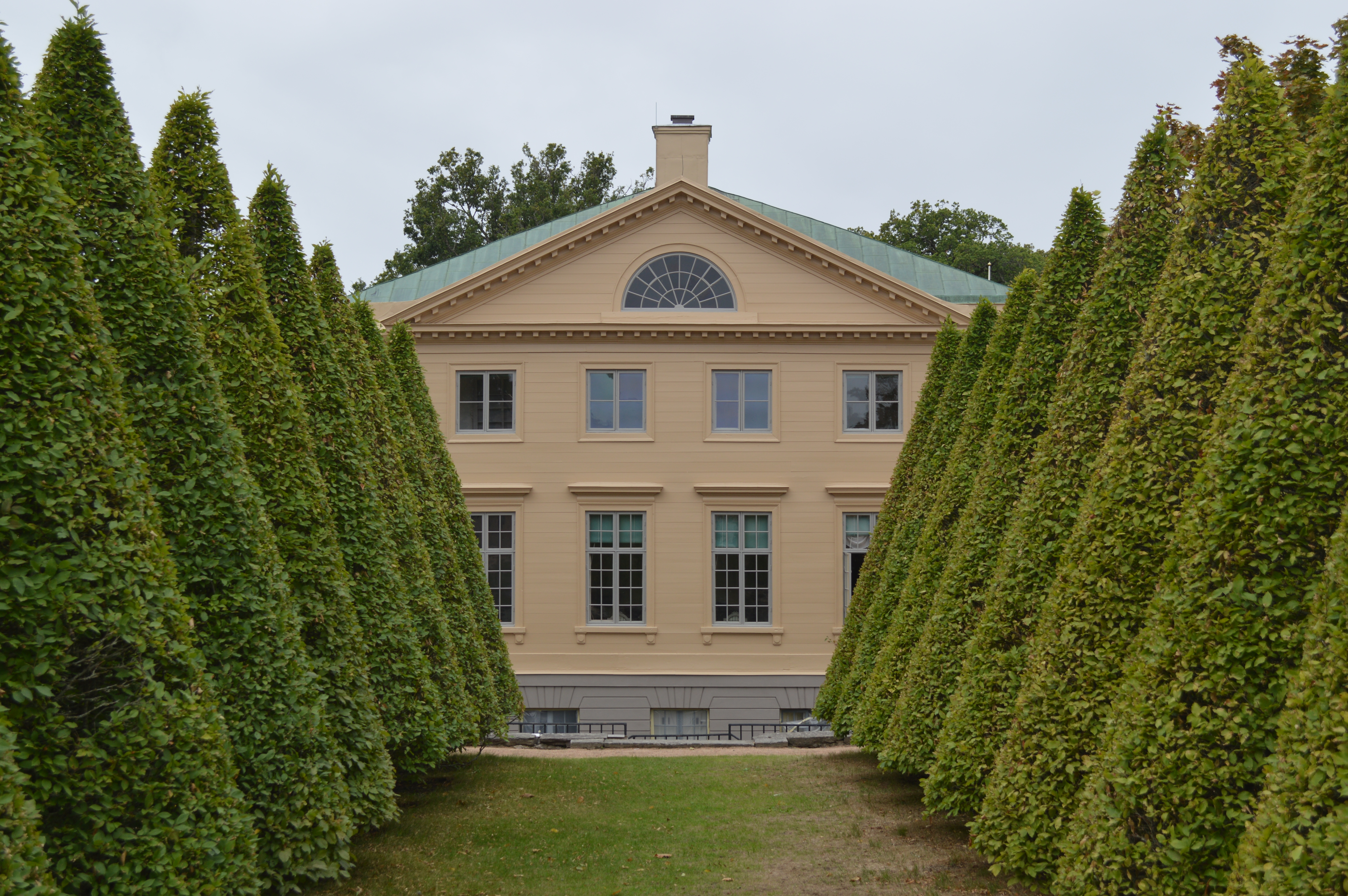
Östra franska trädgården.
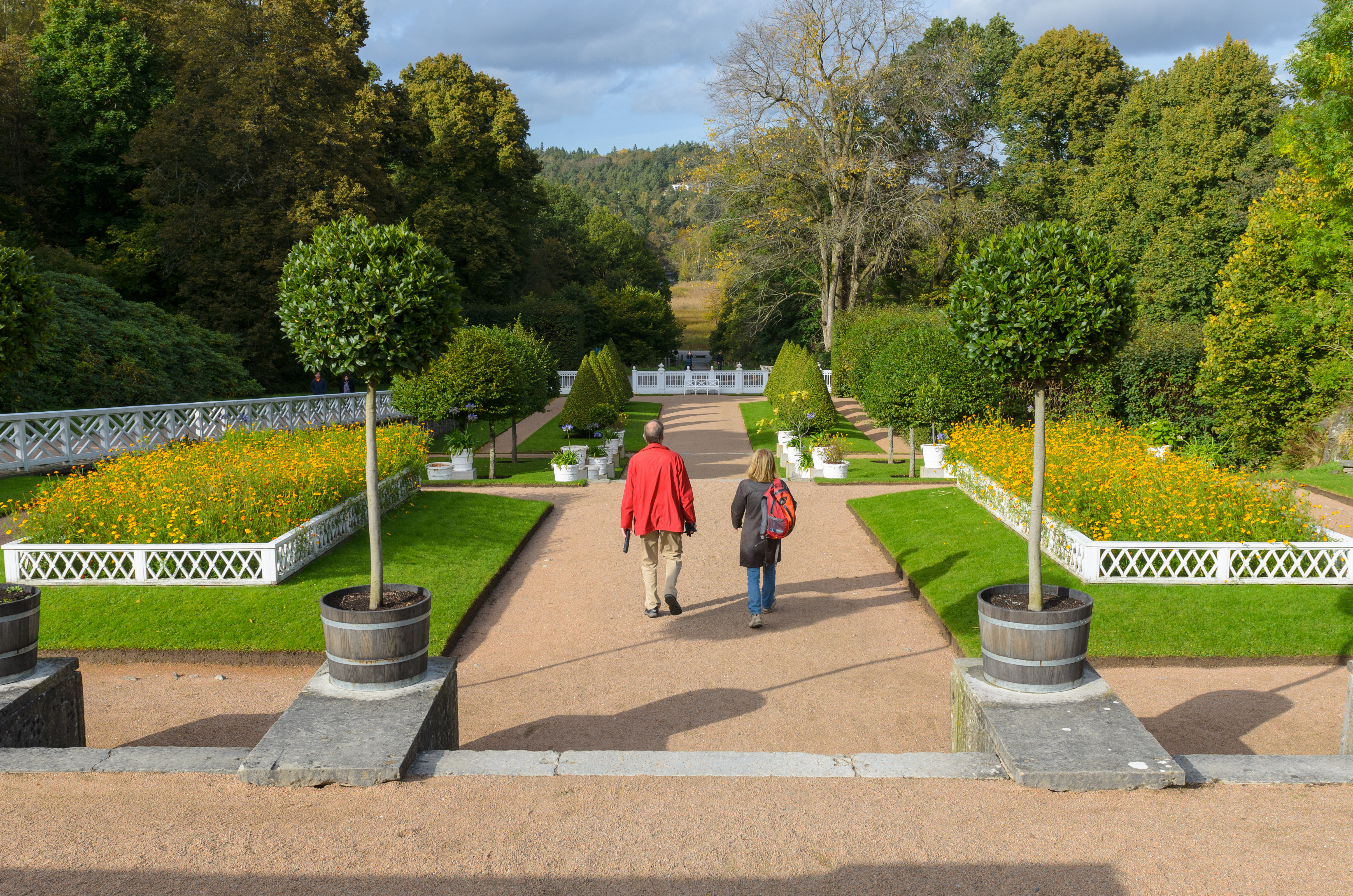
Norra franska trädgården.
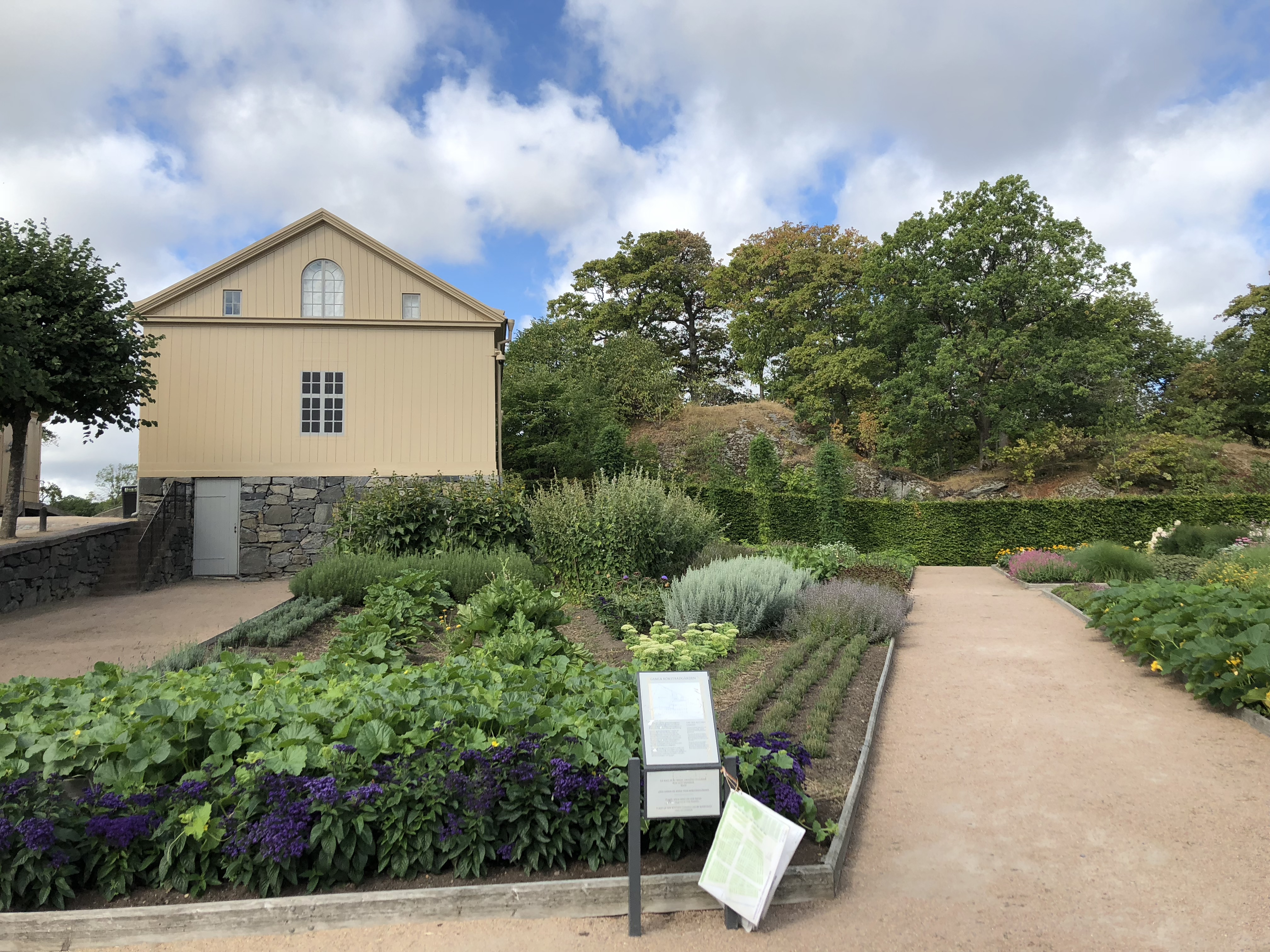
Gamla köksträdgården, sommaren 2018.
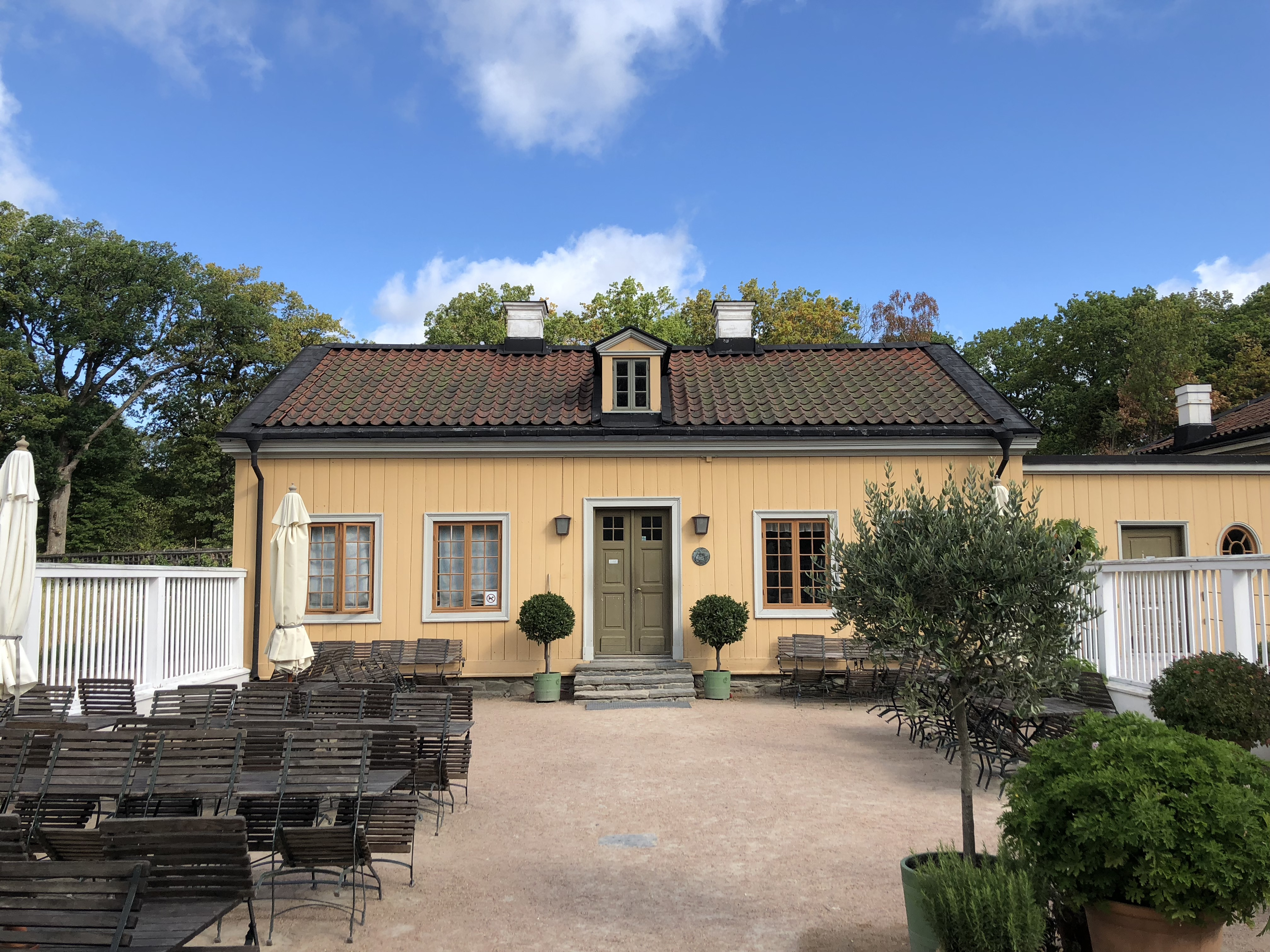
Kaffehuset
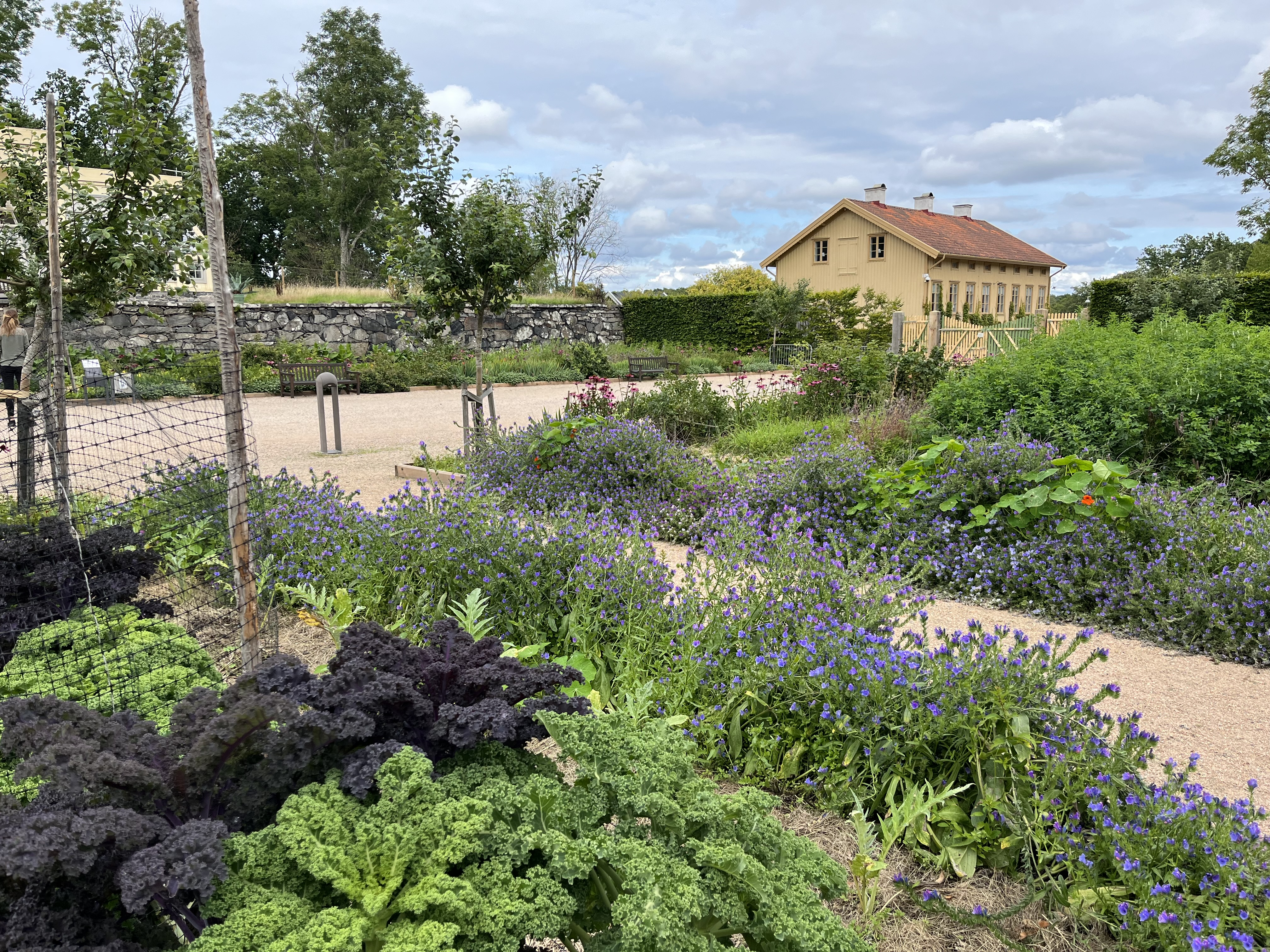
Nya köksträdgården, sommaren 2023.
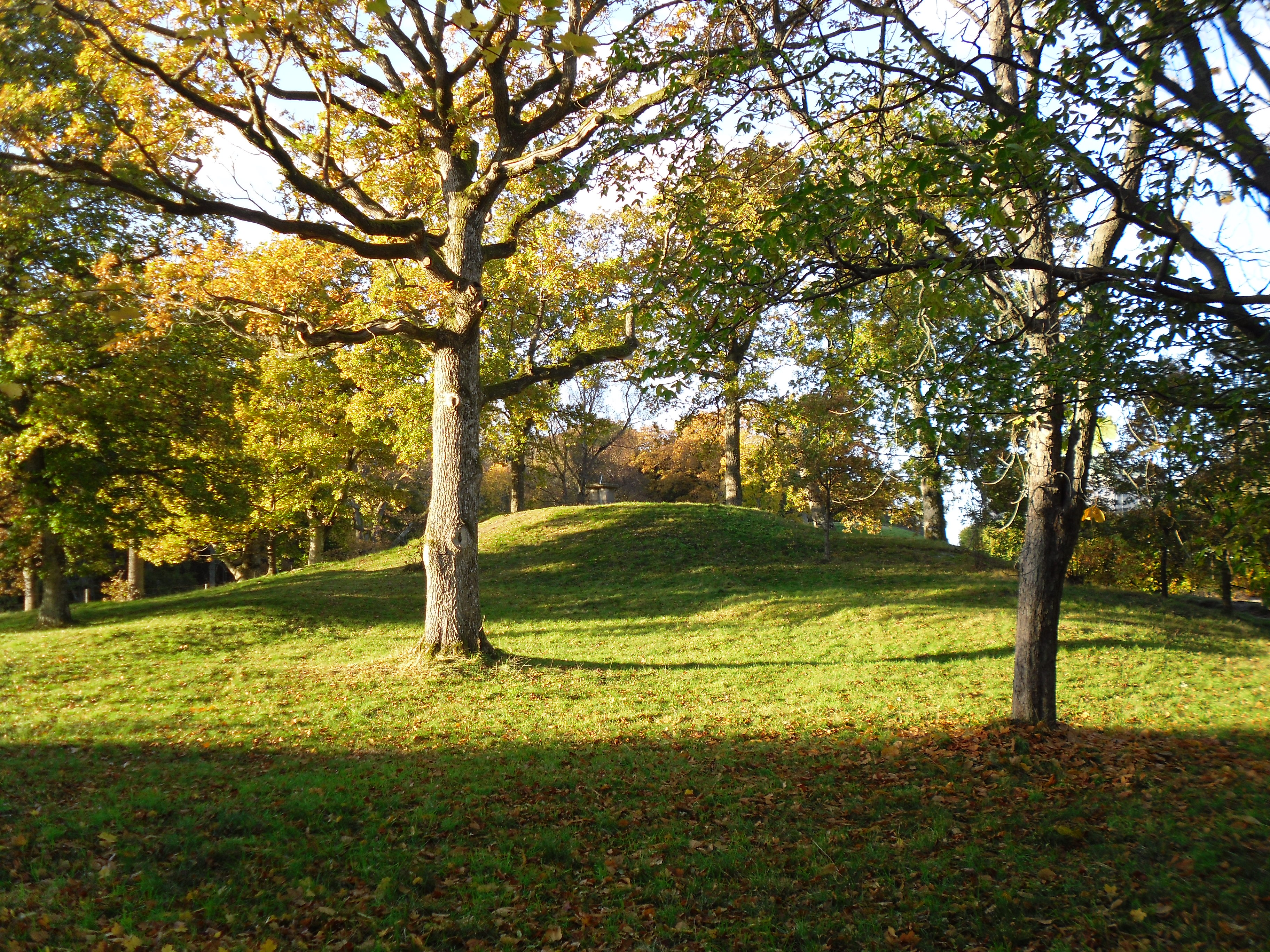
Engelska parken med Apollos kulle.

## Namnkunniga besökare

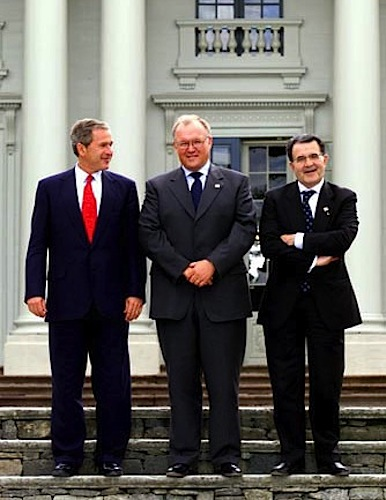
George W. Bush, Göran Persson och Romano Prodi utanför Gunnebo slott 14 juni 2001, i samband med EU-toppmötet i Göteborg.

Gunnebo slott har genom åren besökts av bland andra kung Gustav III, bildhuggaren Johan Tobias Sergel, den sydamerikanske frihetskämpen Francisco de Miranda (1787), Mary Wollstonecraft och Ludvig XVI:s och Marie-Antoinettes dotter, "Madame Royale" Marie Theresia Charlotte.
Författarinnan Sophie Elkan besökte Gunnebo ett flertal gånger när hon skrev sin roman om John Hall d.y. Hon besökte även huset tillsammans med Selma Lagerlöf.  Skådespelaren Anders de Wahl var en flitig gäst hos familjen Sparre. Slottet fick även besök av Gustaf V, prins Eugen och författarinnan Birgit Th. Sparre under Sparretiden.
I juni 2001 besöktes slottet av gäster vid EU-toppmötet i Göteborg, bland annat USA:s dåvarande president George W Bush, Sveriges dåvarande statsminister Göran Persson samt Europeiska kommissionens dåvarande ordförande Romano Prodi.
Kronprinsessan Victoria invigde Gunnebo kulturreservat 2003 och prins Daniel besökte Gunnebo våren 2011 under kronprinsessparets resa till sitt hertigdöme Västergötland.

## Populärkultur
1899 utkom Sophie Elkans roman John Hall, en historia från det gamla Göteborg, som handlar om familjen Hall på Gunnebo.  
1916 spelades stumfilmen Kärleken segrar in på Gunnebo. 
I ett avsnitt i andra säsongen av dramaserien Gynekologen i Askim utspelar sig ett bröllop på Gunnebo slott. Serien sändes 2011.

## Övrigt
Slottet kan beses invändigt vid guidade turer. Slottet anordnar flera musik- och kulturevenemang och är en viktig del av Mölndals och Göteborgs kulturliv. Slottet har även ett kaffehus och krog samt en butik.
I samverkan med föreningen Westgiöta Gustavianer anordnades under ett antal år ett slottsspel som var ett av Sveriges främsta och mest heltäckande 1700-talsarrangemang.

### Sommarteater
Varje sommar sedan 2002, undantagen 2020 och 2021 på grund av Coronapandemin anordnas en sommarteater i slottsparken, där exempelvis Claes Malmberg, Lasse Brandeby, Ulla Skoog, Kent Andersson, Hanna Lindblad, Claes Månsson och Ulf Brunnberg har medverkat.
| År   | Produktion                                | Upphovsmän                                                                                                | Regi                | Noter |
| ---- | ----------------------------------------- | --- | ------------------- | --- |
| 2002 | Jeppe på berget Jeppe paa Bierget         | Ludvig Holberg Bearbetning Kent Andersson                                                                 | Ivo Cramér          | Premiär 9 augusti 2002 Kent Andersson, Maria Hörnelius, Lasse Brandeby, Erik Ståhlberg |
| 2003 | Jeppe på berget Jeppe paa Bierget         | Ludvig Holberg Bearbetning Kent Andersson                                                                 | Ivo Cramér          | Premiär 18 juli 2003 Kent Andersson, Maria Hörnelius, Lasse Brandeby, Erik Ståhlberg |
| 2004 | Tartuffe Tartuffe, ou l'Imposteur         | Molière                                                                                                   | Erik Ståhlberg      | Premiär 10 juli 2004 Lasse Brandeby, Dag Malmberg, Josephine Bauer 14 föreställningar |
| 2005 | Björnen Медведь Frieriet Predloženie      | Anton Tjechov                                                                                             | Erik Ståhlberg      | Premiär 22 juli 2005 Anna Bjelkerud, Sara Wikström, Dag Malmberg, Peter Lorentzon |
| 2006 | Den girige L'Avare ou l'École du mensonge | Molière Översättning Christer Kihlman                                                                     | Erik Ståhlberg      | Premiär 13 juli 2006 Sven-Åke Gustavsson, Johan Örjefelt, Josephine Bauer, Sara Wikström, Ola Hedén, Charlotta Jonsson, Lasse Brandeby, Dag Malmberg |
| 2007 | Den inbillade sjuke Le Malade imaginaire  | Molière                                                                                                   | Sven-Åke Gustavsson | Premiär 12 juli 2007 Fredrik Evers, Viktoria Folkesson, Caisa-Stina Forssberg, Johan Gry, Ola Hedén, Karin Kjellgren, Peter Lorentzon, Claes Malmberg |
| 2008 | Värdshusvärdinnan La locandiera           | Carlo Goldoni                                                                                             | Peter Harryson      | Premiär 16 juli 2008 Ulf Dohlsten, Johan Gry, Caisa-Stina Forssberg, Ola Hedén, Suzanne Rangstedt, Leif Edlund, Pia Edlund |
| 2009 | Skaffa mig en tenor Lend Me a Tenor       | Ken Ludwig                                                                                                | Anders Aldgård      | Premiär 15 juli 2009 Ulf Brunnberg, Ulf Dohlsten, Ann-Sofie Kylin, Catherine Hansson, Håkan Brinck, Caisa-Stina Forssberg, Ola Hedén, Petronella Löfström |
| 2010 | Vita Hästen Im weißen Rößl                | Ralph Benatzky, Erik Charell och Hans Müller                                                              | Anders Aldgård      | Premiär 21 juli 2010 Claes Malmberg, Charlotta Huldt-Ramberg, Stefan Ljungkvist, Ola Forssmed, Erik Gullbransson, Eva-Lotta Ohlsson, Anders Aldgård, Sofie Lindberg, Roland Jansson, Flemming Mouritsen, Joel Almroth, Karolina Bohman, Caroline Glomnes Johansen, Sara Lehmann, Victor Norlander, Linda Skoglund Kostym Svenbörje Gaborn |
| 2011 | Lorden från gränden Me and My Girl        | L. Arthur Rose och Noel Gay                                                                               | Anders Aldgård      | Premiär 13 juli 2011 Claes Malmberg, Sofie Lindberg, Claes Månsson, Jill Ung, Linda Olsson, Stefan Clarin, Stefan Ljungqvist, Joel Almroth, Karolina Bohman, Sara Lehmann, Victor Norlander, Linda Skoglund, Anders Aldgård |
| 2012 | Ladykillers                               | Graham Linehan Översättning Birgit Grohe och Johanna Lindén, Bearbetning Lennie Norman och Claes Malmberg | Lena Koppel         | Premiär 11 juli 2012 Claes Malmberg, Ulla Skoog, Dag Malmberg, Stefan Ljungqvist, Ola Forssmed, Ulf Dohlsten, Jill Ung, Karolina Engelbrektsson Scenografi och kostym Folke Strömbäck |
| 2013 | Charmören från Långedrag Der wahre Jacob  | Franz Arnold och Ernst Bach                                                                               | Anders Aldgård      | Premiär 10 juli 2013 Claes Malmberg, My Holmsten, Karolina Engelbrektsson, Hanna Lindblad, Henning Ledstam, Johan Ringström, Peter Harryson, Stefan Ljungqvist, Ulf Eklund, Victoria Kahn, Märtha Boiertz, Elinor Hagbard, Clara Nilsson, Caroline Jörnsved 30 föreställningar                                                            |
| 2014 | Från Parken till Vegas                    | Claes Malmberg och Lennie Norman                                                                          | Anders Aldgård      | Premiär 2 juli 2014 Claes Malmberg, Hanna Lindblad, Lennie Norman, Ola Forssmed, Micaela Sjöstedt, Kattis Trollregn Kapellmästare Thomas Darelid 30 föreställningar |
| 2015 | Charleys tant Charley's Aunt              | Brandon Thomas                                                                                            | Anders Aldgård      | Premiär 1 juli 2015 Claes Malmberg, Jan Malmsjö, Marianne Mörck, Anders Hatlo, Johan Ringström, Henning Ledstam, Cecilia Dovrell, Ellen Lindström, Nina Hammarklev, Caroline Jörnsved, Terese Ewaldsson Scenografi Rolf Allan Håkanson, Kostym Ulrika Wassén                                                                              |
| 2016 | Jobba för två One Man, Two Guvnors        | Richard Bean                                                                                              | Leif Lindblom       | Premiär 29 juni 2016 Claes Malmberg, Frida Hallgren, Katrin Sundberg, Anders Hatlo, Lisa Larsson, Lars Bethke, Christopher Wollter, Daniel Träff, Andreas Andersson |
| 2017 | Spanska flugan Die spanische Fliege       | Franz Arnold och Ernst Bach                                                                               | Anders Aldgård      | Premiär 5 juli 2017 Sven Melander, Ewa Roos, Reuben Sallmander, Hanna Hedlund, Stefan Ljungqvist, Hans Josefsson, Nina Hammarklev, Ulf Eklund, Jan Ericson, Victoria Kahn, Björn Elmgren, Kattis Trollregn |
| 2018 | Kuta och kör Run for Your Wife            | Ray Cooney                                                                                                | Anders Aldgård      | Premiär 4 juli 2018 Allan Svensson, Ola Forssmed, Hans Josefsson, Lars-Åke Wilhelmsson, Lotta Thorell, Sofie Lindberg, Christian Åkesson |
| 2019 | Den Osalige                               | Håkan Johnsson och Per Andersson                                                                          | Klas Wiljergård     | Premiär 3 juli 2019 Linus Wahlgren, Per Andersson, Ulla Skoog, Hans Josefsson, Eva-Lotta Hultman, Kattis Trollregn och Jacob Andreas |